# Uncanny X-Men
Uncanny X-Men, que originalment fou publicat amb el títol The X-Men i després The Uncanny X-Men, i coneguda com X-Men (vol. 1), és una sèrie de còmics editada per Marvel Comics que pertany al seu Univers Marvel. A Espanya ha estat íntegrament publicada en castellà, amb el títol de La Patrulla-X per empreses catalanes o amb seu a Catalunya com ara a Comics Forum. El títol fou creat per Stan Lee i Jack Kirby el 1963 i és protagonitzada per l'equip anomenat X-Men compost generalment per superherois mutants i liderats al seu inici pel Professor X (Charles Xavier).
Els primers anys no va tenir tant d'èxit com d'altres grups de superherois (Els Venjadors o Els Quatre Fantàstics) fet que va portar la col·lecció a deixar de publicar històries noves, tot i que l'èxit relatiu dels darrers números, escrits per Roy Thomas i dibuixats per Neal Adams va permetre mantenir la col·lecció publicant reedicions
El 1975 hi va haver un nou llançament concebut per Len Wein, qui va escriure i editar Giant-Size X-Men, amb dibuixos de Dave Cockrum. El còmic va representar el debut d'un nou equip d'herois internacional amb nous membres, gran part dels quals eren de nova creació. Finalment Wein només va fer l'argument dels primers números de la nova etapa i va ser Chris Claremont qui va ocupar-se de rellançar el títol a partir de l'agost de 1975 en el número 94 de la sèrie. Amb dibuix de Cockrum i, sobretot després de la substitució d'aquest darrer per John Byrne que també va compartir amb Claremont la realització dels arguments, i després de la Saga del Fènix de gran èxit entre els lectors per la seva multitrama, la col·lecció va veure augmentada la seva popularitat arreu del món i va començar a fer-se una franquícia que incloïa moltes sèries protagonitzades per personatges relacionats amb el món dels X-Men. Els anys següents apareixerien Dazzler, The New Mutants, Alpha Flight, X-Factor, Wolverine, Excalibur, X-Force, X-Men (també anomenada en altres èpoques New X-Men i X-Men: Legacy, i quan aquesta sèrie tenia aquest darrer nom encara van sortir dos volums d'una altra sèrie titulada novament X-Men), Cable, X-Men Unlimited, Deadpool, Generation X, Gambit, Astonishing X-Men, Wolverine and the X-Men, All-New X-Men, Amazing X-Men i Extraordinary X-Men, a més de múltiples reedicions en sèries com Essential X-Men i sèries a terres alternatives a l'Univers Marvel (X-Men 2099 o Ultimate X-Men, entre altres).
La Patrulla-X s'ha consolidat al llarg de més de cinc dècades com un dels fenòmens més populars de la història del còmic. La sèrie ha experimentat tot tipus d'evolucions, ruptures conceptuals i desenvolupaments argumentals, i fins i tot ha inspirat dues reeixides sagues cinematogràfiques i diverses sèries de dibuixos animats, algunes de les quals han estat doblades al català.
La gran varietat d'interpretacions de caràcter ètic, metafísic, científic i polític que suggereixen els actes i les personalitats dels seus protagonistes mutants és el que ha aconseguit que La Patrulla-X sigui molt més que entreteniment per a adolescents.
Va ser la sèrie més duradora de la franquícia dels còmics basats en els X-Men. Va deixar de publicar-se per motius argumentals durant quatre mesos de 1996, substituïda pel primer volum d'Astonshing X-Men ambientada a l'Era d'Apocalipsis. El primer volum va tancar a finals de 2012 substituït pel segon volum, començant una tendència de renumeracions, fins que l'any 2017 va tancar el quart volum, substituïda per X-Men: Gold que prenia el nom que tenia l'equip quan aquests es van dividir en dos grups per l'aparició de la segona sèrie, titulada símplement X-Men (1991). Entre els quatre volums es van publicar 619 números, 28 Annuals i 4 Giant-Size.
Amb data de portada gener de 2019 es recupera el títol Uncanny X-Men amb un cinquè volumen, en substitució de X-Men: Gold. Aquesta iteració va acabar el mateix any després de 22 números., substituïda per les sèries limitades House of X i Powers of X. Amb data de portada desembre de 2019 va aparèixer una nova sèrie regular titulada símplement X-Men.

## Títols

el logotip habitual de la col·lecció a partir del nº114. Els colors van variant d'un número a un altre.

Després d'establir els fonaments de la sèrie, Stan Lee va suggerir que tant els herois com a malvats, serien mutants i la sèrie s'anomenaria The Mutants (Els Mutants). Aquest nom va ser rebutjada per l'editor Martin Goodman, que considerava que els joves lectors no sabien què era un mutant. Buscant un altre nom, Stan Lee va pensar d'anomenar-los "The X-Men", basant-se en la X del famós activista social afroamericà Malcolm X; així, el professor va passar a ser el Professor X ("Xavier" va ser triat perquè començava amb aquesta lletra), i els seus estudiants serien els "X-Men" (Homes-X).
A partir del nº50, la portada perd l'article anglès "The" del logotip de la portada que fins llavors apareixia amb una mida menor, però el títol oficial segueix sent The X-Men. El nou logotip és obra de Jim Steranko. Al nº114 incorpora "The Uncanny" sobre el logo de portada. Serà el títol oficial a partir del nº142.
Al nº394 el logotip perd finalment el "The".

## Argument
El còmic té com a argument central que en Charles Xavier, un paralític telèpata ha muntat una escola perquè els mutants puguin aprendre a dominar els seus poders alhora que puguin cohabitar amb algú sense sentir-se rebutjats per l'entorn. La sèrie comença quan el darrer membre del grup, la Noia Meravella, s'hi uneix. Més endavant, es coneixeran històries prèvies que es narraran en flashbacks, i especialment a un serial dedicat a presentar els seus origen en històries curtes ambientades en el passat, que complementaven a la història principal dels còmics.
Amb freqüència s'ha comparat el rebuig dels mutants de la sèrie i el rebuig i l'odi que provoquen a la societat una metàfora del racisme o l'homofòbia, i la lluita d'aquests mutants per salvar el món i ser acceptats com la lluita d'aquests col·lectius per trencar els prejudicis.

## Història de la publicació

### 1963-1970: Equip original
La sèrie, creada pel guionista Stan Lee i el dibuixant Jack Kirby, sortí al mercat el 2 de juliol de 1963 i data de portada setembre de 1963, ja que aquesta darrera acostuma a ser uns mesos posterior a la real per assegurar que es mantingui més temps en el punt de venda. Ja en el primer número hi van aparéixer els cinc membres originals del grup dels X-Men: Àngel (Angel a l'original), la Bèstia (Beast), Ciclop (Cyclops), Iceman i Marvel Girl i el seu professor, el Professor X, així com el seu nèmesi principal, Magneto. Als seus inicis es va publicar cada dos mesos i a partir del número 14 la sèrie va tenir una peridiocitat mensual. En els primers 19 capítols escrits per Lee, els X-Men van lluitar contra la Brotherhood of Evil Mutants (equip liderat per Magneto en el que hi havia la Scarlet Witch i Quicksilver), els sentinels (robots gegants programats per a matar a tots els mutants i el seu creador, Bolivar Trask i Juggernaut, el germanastre de Charles Xavier que havia estat transformat per una gemma màgica i que es volia venjar d'aquest.
Uncanny X-Men es va emplaçar fermament dins de l'Univers Marvel i va gaudir d'invitats com Namor al número 9 i Ka-Zar i la seva Savage Land al número 10. Entre els números 20 i 40, la serie fou escrita per Roy Thomas (maig de 1966-maig de 1968). Aquest, juntament amb Werner Roth, van crear el personatge de Banshee al número 28 (gener de 1967). En aquests números, Thomas va incorporar a Mimic al grup durant un arc argumental, l'únic canvi d'alineació en aquest període.
En el número 45 (juny de 1968) els X-Men van viure un crossover amb els Avengers (número 53, juny de 1968). Posteriorment, la sèrie fou guionitzada per Gary Friedrich i dibuixada per Arnold Drake per un curt període. Aquests van introduir-hi dos nous personatges: Lorna Dane i Havok i en aquesta època Jim Steranko en va dissenyar el nou logotip. En el número 55, va tornar el guionista Thomas amb el dibuixant Neal Adams per intentar salvar la sèrie que fregava la cancel·lació. A 1969 Thomas, Adams i l'entintador de la sèrie Tom Palmer van guanyar els darrers premis Alley Award a millor guionista, dibuixant i entintador respectivament pel seu treball en aquesta sèrie.
No obstant, el tancament estava decidit. The X-Men tancava en un context de crisi generalitzada que obliga a cancel·lar moltes altres sèries. Als pocs mesos, quan van arribar les devolucions es va comprobar que les vendes venien millorant aproximadament des del nº60. Goodman va decidir llavors continuar publicant, reduint les despeses al mínim publicant reedicions.

### 1975-1991: etapa de Chris Claremont

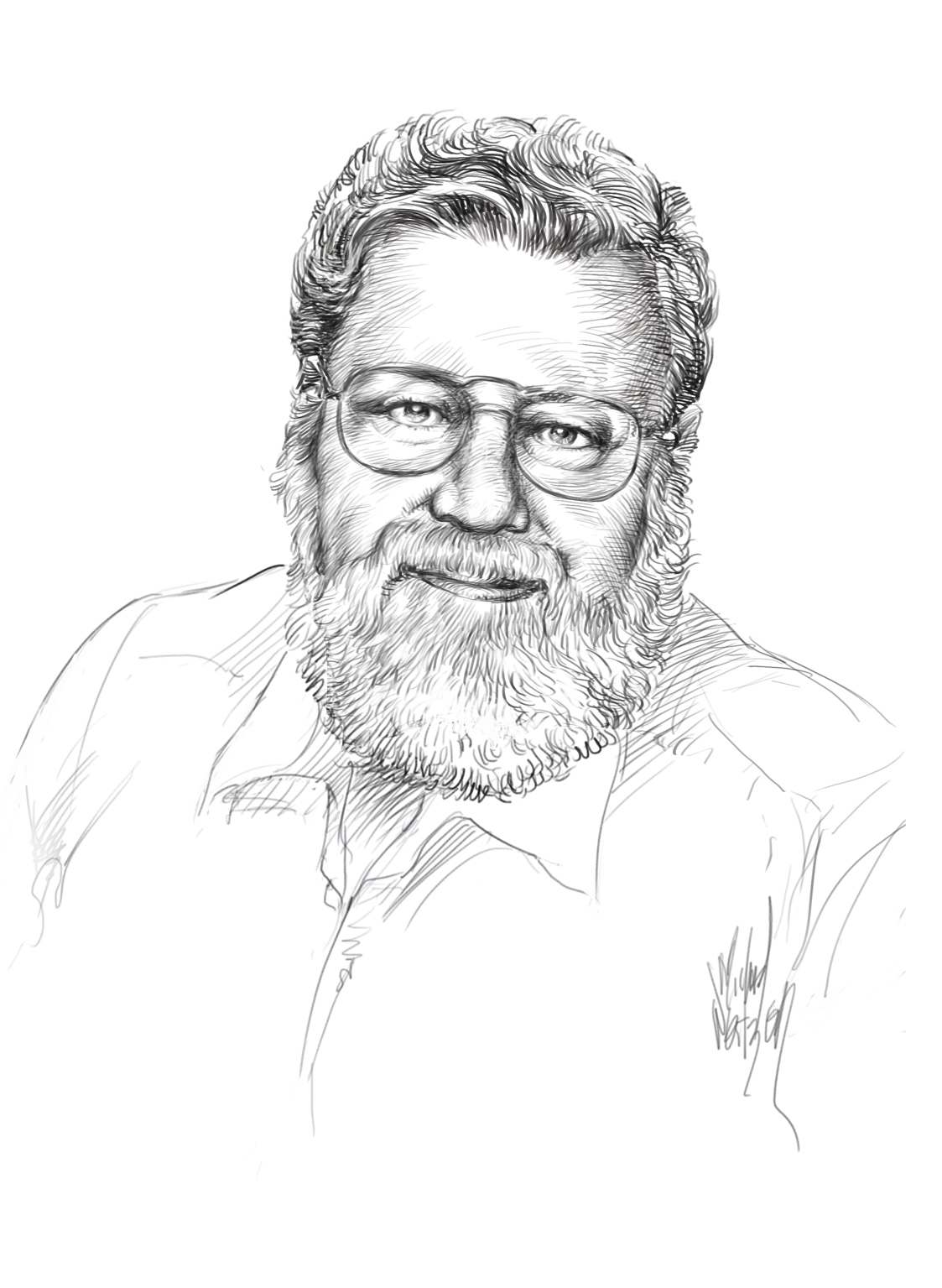
Dave Cockrum vist per Michael Netzer

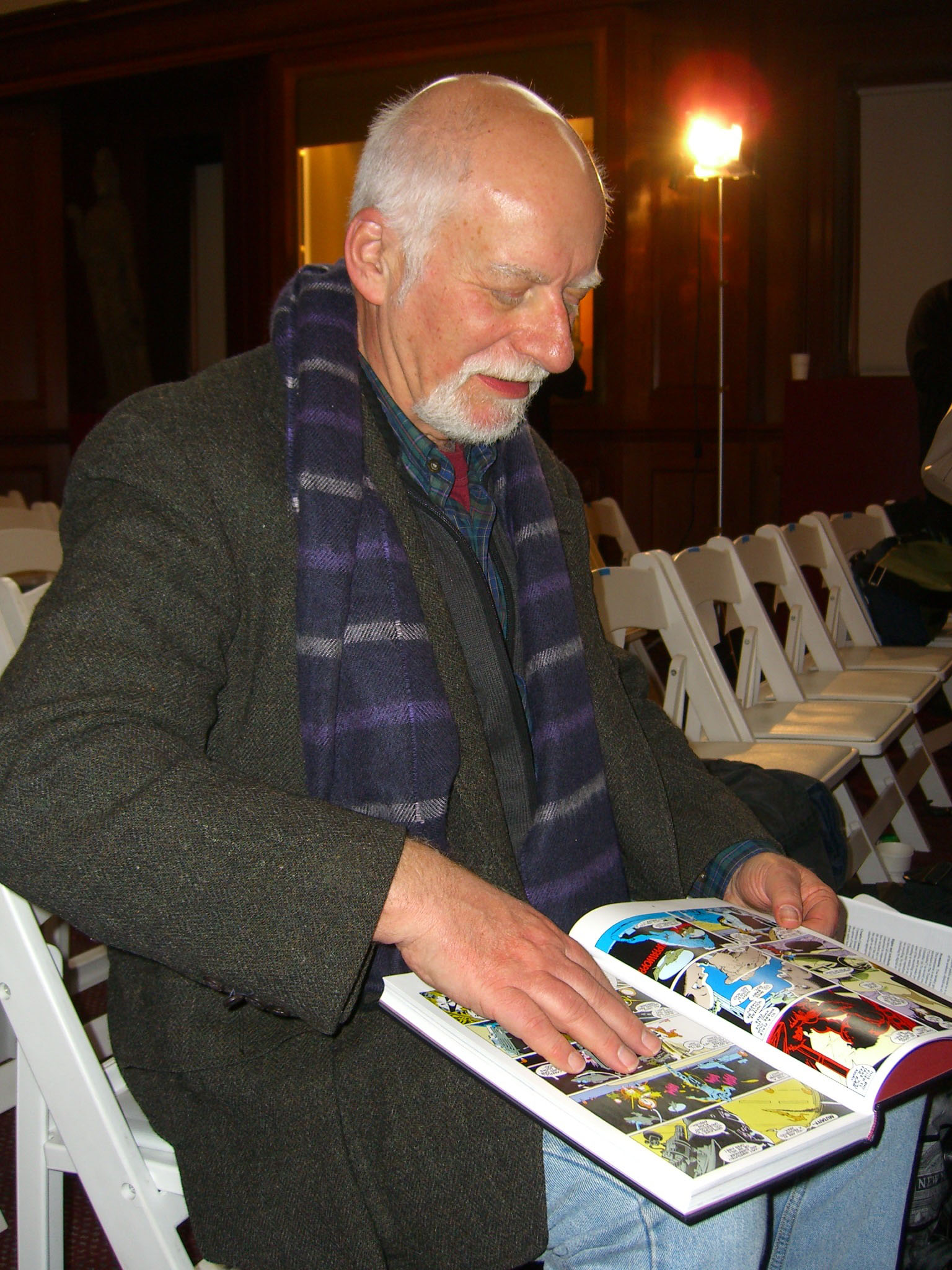
Chris Claremont mirant una recopilació en tapa dura dels X-Men que té molts dels capítols que va guionitzar, el març de 2012

The X-Men es van tornar a llençar al mercat el març de 1975 amb el número 1 de Giant-Size X-Men de Len Wein i Dave Cockrum. Aquest títol va estar protagonitzat per un nou equip protagonitzat per mutants d'arreu del món: Ciclop, Banshee, Sunfire, Wolverine, Storm, Nightcrawler, Colossus i Thunderbird. Originariàment, es pretenia que aquesta sèrie fos trimestral, amb el format dels Giant-Size, però es va modificar el que havia de ser el segon número de aquesta col·lecció publicant-ho en dos números de la sèrie The X-Men, amb periodicitat inicialment bimensual. El número 94 fou el primer número guionitzat per Chris Claremont, amb argument de Wein fins al número següent, en el que va morir Thunderbird. Al número 96 hi va debutar Moira MacTaggert, una humana aliada dels X-Men que havia estat parella de Charles Xavier però que en aquesta història era presentada com a majordoma. Al número 97 apareixia per primer cop Lilandra Neramani entre els primers personatges Shi'ar. Al número 101, Marvel Girl va esdevenir Fénix (Phoenix). Part de la història dels números 98 a 100 passava a l'espai, on hi tornaven al número 105. Fins al número 107 The X-Men era dibuixat per Dave Cockrum i en el número 108 va començar a ser dibuixat per John Byrne i la sèrie va passar a ser mensual a partir del seu número 112. En l'època de Claremont i Byrne els X-Men es van enfrontar amb enemics com Stephen Lang i els seus sentinels, Magneto, Black Tom, Juggernaut, Erik the Red i la Imperial Guard, Arcade i el fill de MacTagger, Proteus. A més a més, també van col·laborar amb els X-Men els canadencs Alpha Flight, amb els que prèviament també s'havien enfrontat.

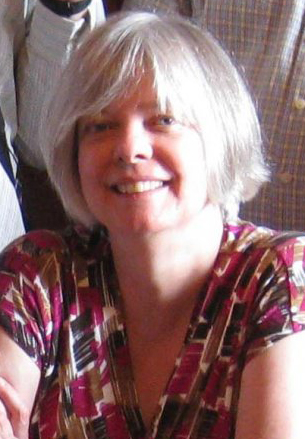
Louise Simonson, directora de Uncanny X-Men, amb el nom de Louise Jones

A la dècada de 1980, la línia argumental de la Dark Phoenix Saga va provocar una gran repercussió en el equip amb la mort de Fénix (Jean Grey) i amb el posterior abandó de Ciclop de l'equip. Posteriorment es modificaría la història convertint a Fénix en un personatge diferent a Jean Grey. Aquest arc argumental també va incloure la introducció dels enemics recurrents del 'Hellfire Club i els membres del seu Cercle Intern: Sebastian Shaw, Emma Frost, Harry Leland, Donald Pierce i Mastermind. En el número 129 de la sèrie es va introduir la nova mutant adolescent Kitty Pryde (gener de 1980), que va ajuntar-se als X-Men al número 139. En el número 130 es va presentar la superheroïna Dazzler, una cantant famosa que solia anar sobre patins. Aquesta, enlloc d'incorporar-se als X-Men, va obtenir la seva pròpia col·lecció. La història no es va publicar com estava prevista pels seus autors per imposicions del director editorial (Editor-in-Chief) Jim Shooter i no havia d'acabar amb la mort de Jean Grey al nº137, sino inicialment amb la pèrdua dels seus poders al nº134. La trama es va allargar inicialment per la imposició de Dazzler, però el canvi més important es va produir quan Shooter va descobrir que Fénix havia destruït el planeta dels D'Bari i va decretar la mort del personatge al considerar insuficient el càstic que els autors tenien pensat. Louise Simonson, nomenada directora a partir del nº137, va aconseguir canviar la història només canviant les sis darreres pàgines que ja estaven dibuixades i amb la reescriptura de part del còmic. Claremont i Byrne treballaven les trames amb dos d'antelació, així que aquest canvi va trastocar les trames previstes pels següents números de la col·lecció. A continuació Ciclop va deixar el grup de forma temporal. Byrne havia insistit en que quedés clar que la marxa era temporal, però no va ser la forma com Claremont va escriure el text. Aquest número va ser un dels desencadenant de que abandonès la sèrie poc després.
En la línia argumental de Days of Future Past, en els números 141 i 142 es va presentar una nova Brotherhood of Evil Mutants, ara liderada per Mistique. En aquesta història, una Kitty Pryde que provenia del futur, intentava evitar una disrupció temporal que provocaria que la Brotherhood assassinessin el Senador Robert Kelly, aspirant a la presidència dels Estats Units. En aquesta història es produeix el debut de Rachel Summers. A més, Byrne fa que els Sentinels siguin un dels enemics principals dels mutants. En el número 143 Dave Cockrum va succeir a Byrne com a dibuixant de la sèrie. Posteriorment, aquest seria succeït per Paul Smith, i aquest per John Romita Jr..
A meitat de la dècada de 1980 la sèrie The Uncanny X-Men va esdevenir la més venuda dels còmics americans fent que molts dels seus autors esdevinguessin estrelles de la indústria i que es produïssin nombroses mini-sèries relacionades.
En el número 150 es va accentuar sobre el personatge de Magneto, que va esdevenir més complex: fou presentat com un supervivent de l'Holocaust, i al número 161 es mostra que Magneto i Charles Xavier s'havien conegut abans que aquest fundés els X-Men. Rogue ("Pícara"), un membre de la Germandat de Mutants Diabòlics es va ajuntar amb els X-Men al número 171 (juliol de 1983) i la Brotherhood va canviar per passar a ser una força del govern estatunidenc com la  Freedom Force al número 199. La primera missió d'aquest grup fou capturar a Magneto, que havia esdevingut part dels X-Men durant el crossover Secret Wars II i que al número 200 va passar a ser el cap de l'escola després que Xavier la deixés.
En el número 169 es va introduir a la sèrie el grup dels Morlocks, un grup de mutants disfigurats que vivien sota els túnels de la ciutat de Nova York. En el número següent, Storm en va esdevenir el seu líder. Aquesta va perdre els poders temporalment per una creació de Forge, un mutant que tenia el poder de fer invents tecnològics. Posteriorment, Ororo va perdre els poders i va abandonar l'equip temporalment per a retornar a Àfrica. Nightcrawler va esdevenir el líder de camp dels X-Men.
En el número 184, Rachel Summers, que provenia de la distòpia del futur que havia estat presentada a la línia argumental Days of Future Past al número 18 de The New Mutants es va revelar com la filla de Ciclop i descobria que les coses havien passat d'una altra manera en aquella realitat.
En el número 175 (novembre de 1983) Ciclop es va casar amb Madelyne Pryor i el seu fill va néixer el 201, el gener de 1986. Claremont volia donar-li al personatge un final feliç, donant la impressió que potser passats uns anys altres personatges haurien crescut i haurien format una vida fora dels X-Men, però el Shooter va fer altres plans. L'escriptor Bob Layton i el dibuixant Jackson Guice li van proposar reunir als membres supervivents del grup original (els altres tres venien apareixent a The New Defenders) i Shooter els va assignar el projecte. Abans de començar es va decidir recuperar al personatge de Jean Grey, seguint una idea de Kurt Busiek apadrinada per Byrne segons la qual Jean Grey seguia viva, i qui havia mort havia estat una entitat extraterrestre amb el seu aspecte. Dos mesos després de la publicació del naixement del seu fill, Scott Summers els va abandonar al començament de la sèrie d'X-Factor protagonitzat pels cinc membres originals del X-Men. Poc després Louise Simonson va passar a guionitzar la col·lecció. Madelyne Pryor va passar de ser una solució després de la mort de Jean Grey, a ser un problema després de la reaparició d'aquesta. Anys més tard, per evitar el problema moral pel que havia fet Ciclop van convertir el personatge de la seva dona abandonada en un clon malvat i la van matar. A una entrevista a 1994, Claremont lamentava no haver abordat el tema amb més profunditat.
A The Uncanny X-Men Annual nº 9 (1985) es va incorporar a l'equip Longshot, creat per Arthur Adams, qui va dibuixar aquell annual i el següent.

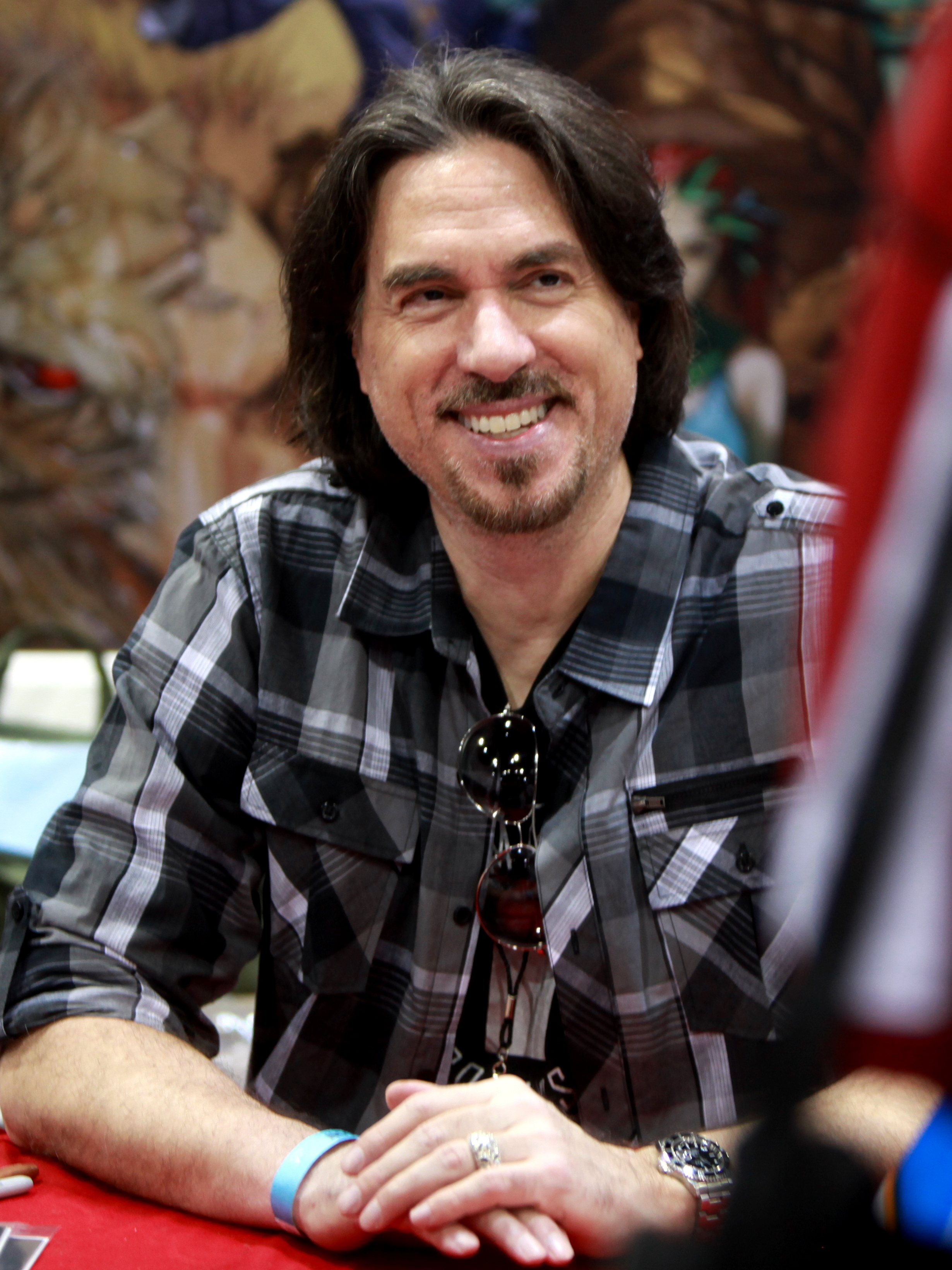
Marc Silvestri, a la Amazing Arizona Comic Con de 2014

A finals de 1986 hi va haver el primer crossover entre tots els títols del sub-univers mutant de Marvel Comics, la Mutant Massacre, que va començar amb un gran número de Morlocks massacrats pels Marauders, que actuaven sota les ordres del misteriós Mister Sinister. A l'inici del crossover va acabar la primera etapa de Romita Jr. a la col·lecció. El seu substitut definitiu, després de la intervenció d'altres artistes va ser Marc Silvestri.
Des de finals de la dècada de 1980 hi va haver molts més crossovers, entre els quals destaquen Fall of the Mutants (1988) i Inferno (1989). En aquesta última va ser quan es va revelar que Madelyne Pryor era un clon de Jean Grey que havia estat creat per Mr. Sinister. A aquesta època nous i antics personatges van esdevenir part dels X-Men: Psilocke, Dazzler, Longshot i Havok. Al número 226 (1988) hi va haver la primera aparició de la reportera de televisió Manoli Wetherell que va fer públic com el grup es sacrificava a Dallas al número següent, sobrevivint sense que ho sabès el públic gràcies a Lady Roma. Al 1989 va aparéixer per primera vegada la mutant adolescent Jubilee i van passar a formar part dels X-Men Forge i Gambit ho va fer al Uncanny X-Men Annual número 14 de 1990. En aquesta època, els X-Men van abandonar el seu lloc de residència habitual al Comtat de Westchester de l'Estat de Nova York i van viure en diversos llocs com Alcatraz, l'Illa Muir i l'outback australià. A la tardor de 1990 es va editar el crossover de la X-Tinction Agenda en el que els X-Men, X-Factor i els Nous Mutants van lluitar contra el govern de Genosha a favor dels drets dels mutants.
Entre el 1988 i el 1990 el títol va esdevenir quinzenal i va ajudar a promoure les carreres dels artistes Marc Silvestri i Jim Lee. L'últim número escrit per Claremont a la col·lecció fou el número 279, en que concloïa la Muir Island Saga per passar a escriure la col·lecció titulada simplement X-Men que va sortir al mercat el 1991 i els dos títols van passar a ser publicats mensualment, però Claremont va escriure només els tres primers capítols de la nova sèrie, en els que X-Factor i els X-Men es reuniren amb el Professor Xavier a l'escola. Després que Claremont tingués conflictes amb Bob Harras i Jim Lee, va abandonar Marvel.

### 1991-2011: Era post-Claremont

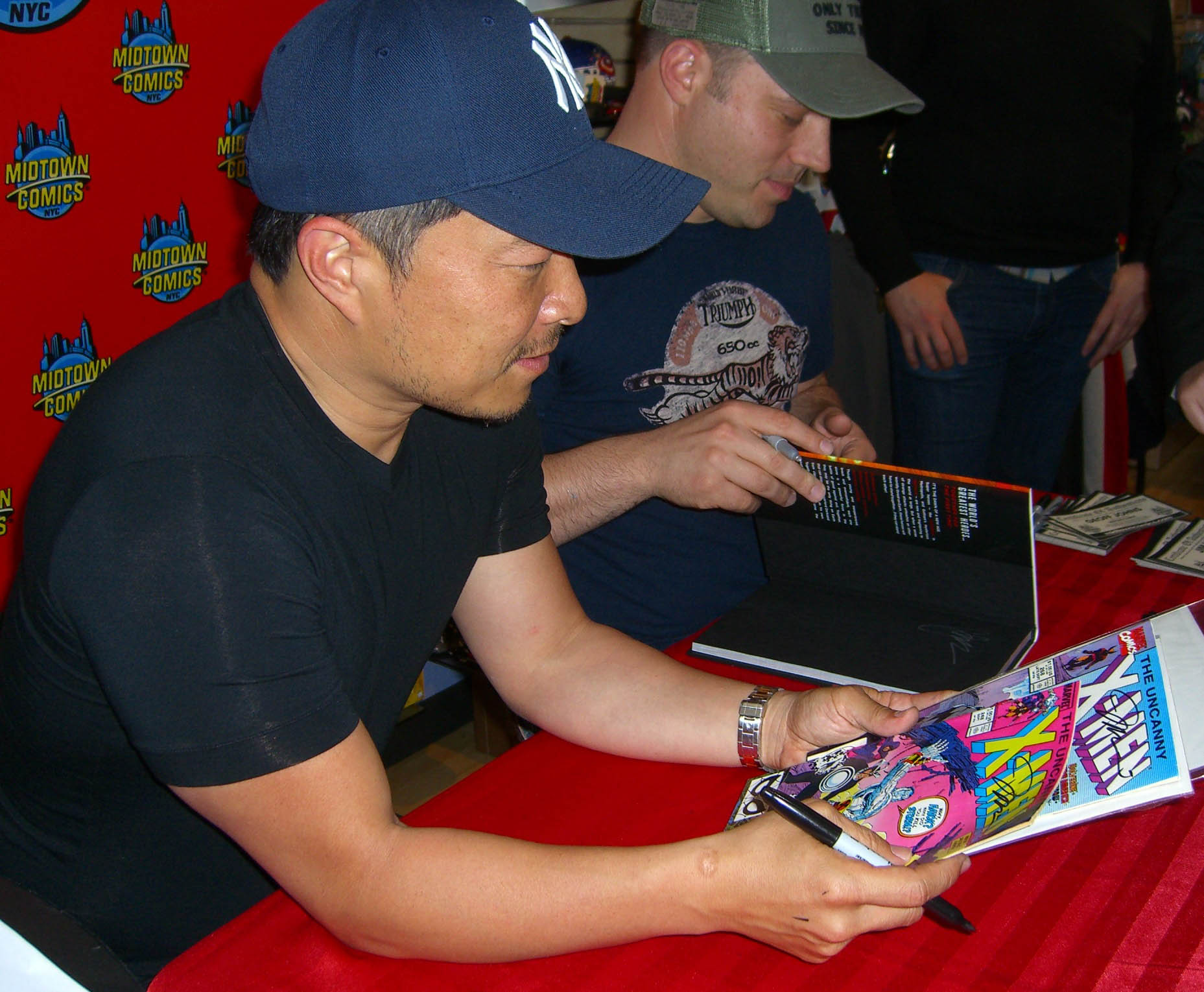
Jim Lee mirant un capítol de la dècada de 1990 dels que ell havia dibuixat

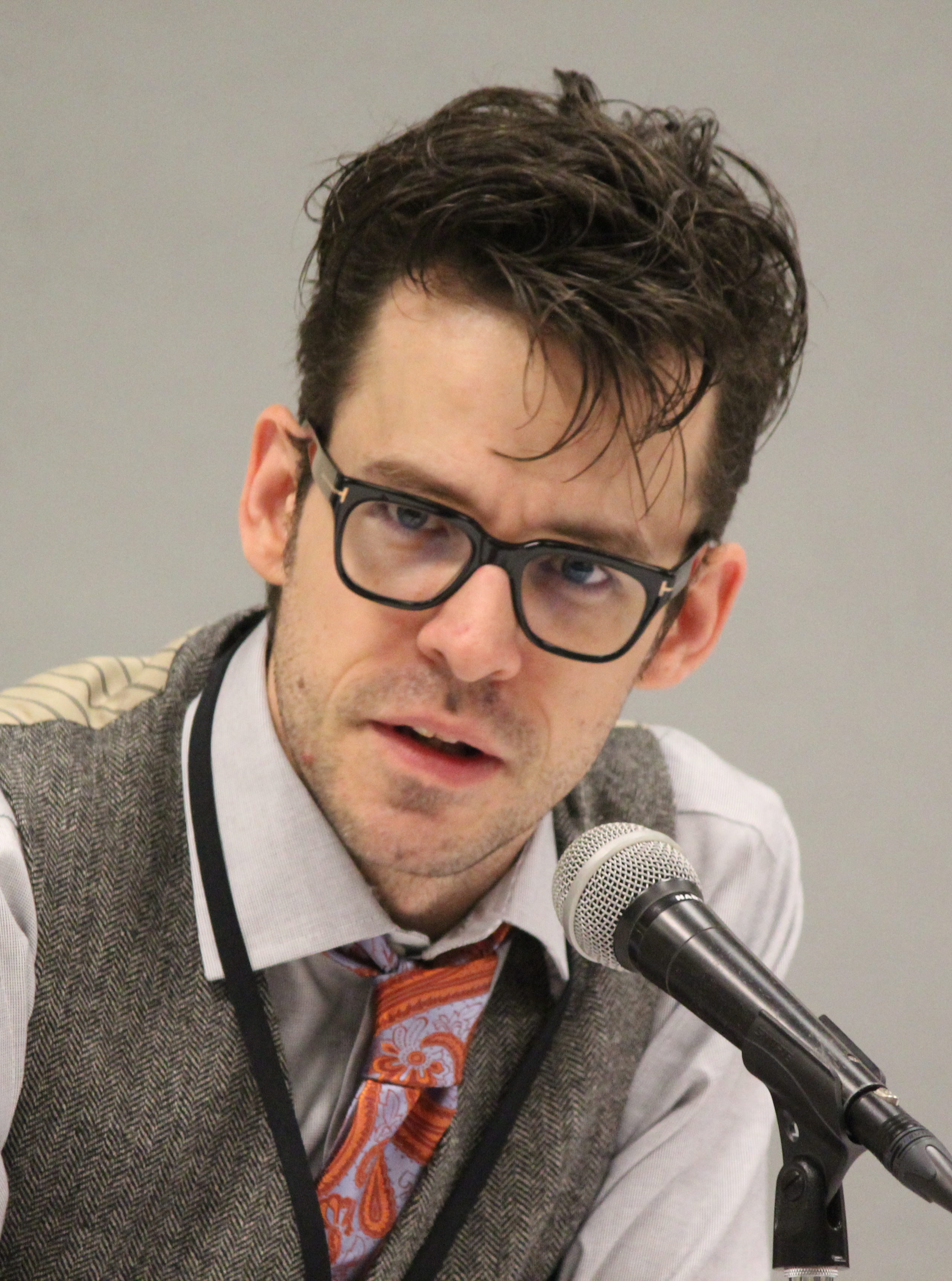
Matt Fracion a la Heroes Con 2013

Després que Claremont abandonés el guió, els X-Men estaven dividits en dos esquadrons: l'equip blau que apareixien a la col·lecció d' X-Men pròpiament dita i l'equip daurat que apareixien a Uncanny X-Men. Els superherois que componien aquest equip eren Archangel, Colossus, Jean Grey, Iceman i Storm. Més tard, s'hi afegiria Bishop, un altre mutant que provenia del futur. Jim Lee va continuar guionitzant la sèrie quan va marxar-ne Claremont i els números del 285 al 286 foren guionitzats per John Byrne, fins que fou reemplaçat per Scott Lobdell que ja apareix com a únic quionista a partir del número 289. A la tardor de 1992 hi va haver el crossover X-Cutioner's Song. Aquest crossover va acabar amb l'alliberament del Legacy virus, una plaga que atacaba els mutants i que va continuar com un element de la història d' Uncanny X-Men fins al 2001.
A la dècada de 1990 hi va continuar havent crossovers en les col·leccions mutants. Al 1993 hi havia el de Fatal Atractions en el que els X-Men tornaven a lluitar contra Magneto i el 1994 el Phalanx Covenant enfocat al personatge tecno-orgànic de Phalanx. Durant la Age of Apocalypse es va deixar de publicar breument la col·lecció al 1995 amb la presentació d'un present alternatiu que havia creat un assassí que havia viatjat en el temps matant a Xavier i fou reemplaçada per Astonishing X-Men. Lobdell va guionitzar Uncanny X-Men fins al 1995.
En el capítol número 350 de desembre de 1997 va començar a guionitzar la sèrie Steven T.Seagle i al número 366 (març de 1999) fou reemplaçat per Alan Davis, que la va guionitzar fins al número 380. Davis va guionitzar el crossover Apocalypse: The Twelve que va durar entre els números 370 i 375, en el que Apocalypse estava seguit per només dotze mutants. Durant aquesta època la col·lecció va tornar a ser quinzenal. Al número 381 Claremont va retornar breument a Uncanny X-Men durant la Revolution. Ho va fer fins al número 389 quan va passar a guionitzar la nova sèrie X-Treme X-Men al mateix temps que Grant Morrison va passar a gionitzar el segon volum de la sèrie X-Men. Lobdell feu un petit retorn a Uncanny X-Men i al 2004 la sèrie fou guionitzada per Joe Casey i Chuck Austen. Entre el 2003 i el 2004 el títol passà a ser bimensual.
En el número 444 (2004) de Uncanny X-Men Claremont va tornar ser el guionista de la col·lecció, amb X-Men Reload fins al número 473. El 2006 veu el final de la història de la línia argumental Death of the Greys com a part de Decimation en la que una gran majoria dels mutants van perdre els seus poders. Ed Brubaker el va reemplaçar. Aquest va escriure una història espacial de 12 números: The Rise and Fall of the Shi'ar Empire, que continuava la història de la seva minisèrie X-Men: Deadly Genesis. El següent crossover en el que va participar la sèrie fou el Messiah Complex, en el que va néixer el primer mutant després de la Decimation.
Entre els números 500 i 504, Matt Fraction va esdevenir coguionista de la sèrie. En aquells números, tots els X-Men van anar a viure a San Francisco primer i després a Utopia, lloc en el que va passar el crossover que van protagonitzar amb els Dark Avengers. La línia argumental Nation-X va tractar el retorn d'un Magneto novament amb poders arribant a Utopia. El crossover Second Coming va veure el retorn de Hope Summers, el bebè de l'arc argumental "Messiah Complex" al present com una adolescent i la emergència de les Five Lights, els primers mutants que havien nascut, després de Hope, desde la Decimation. Durant aquesta línia argumetal fou assassinat Nightcrawler i Beast va abandonar els X-Men per a protestar contra el grup secret de Ciclop, X-Force.

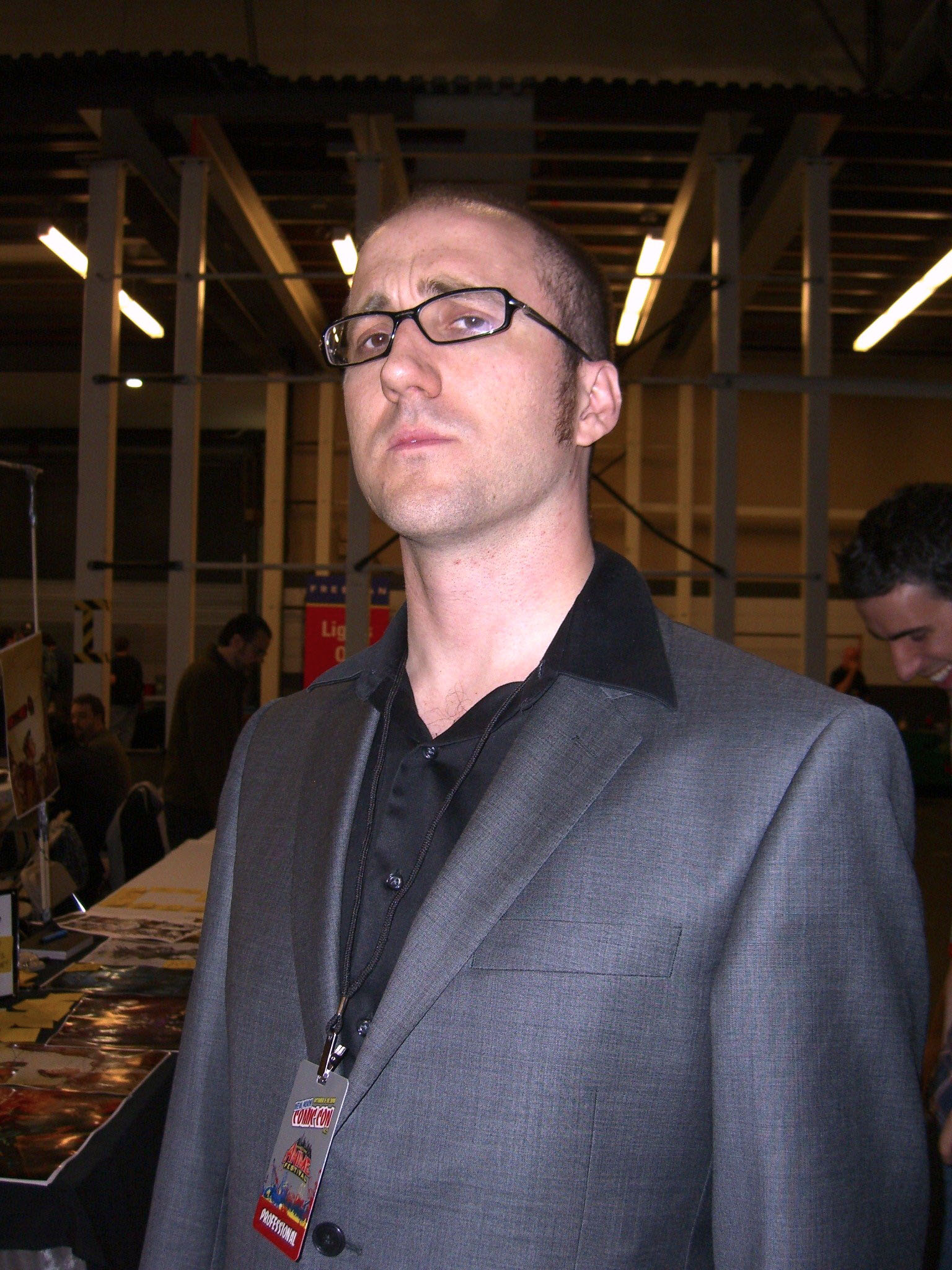
Kieron Gillen a la New York Comic Convention a Manhattan, el 10 d'octubre de 2010

Entre els números 531 i 534.1, Kieron Gillen va ser el coguionista de la sèrie. A partir d'aquest número la va guionitzar ell sol.

### 2011-2012: Volum 2
El primer volum de la sèrie original va acabar en el seu número 544 i la sèrie va ser rellançada en un nou volum després dels esdeveniments de X-Men: Schism enla que la meitat dels X-Men, liderats per Wolverine van retornar a Nova York per a fundar-hi una nova escola. Aquest volum va tenir 20 números i es va editar als Estats Units entre el gener i el desembre de 2012 El guió va estar al càrrec de Kieron Gillen i el dibuix de Carlos Pacheco, Paco Diaz, Brandon Peterson, Greg Land, Billy Tan, Dustin Weaver, Daniel Acuña, Roy Garney i Luke Ross, Aquesta sèrie nova era protagonitzada per l' Extintion Team, que contenia membres dels X-Men als que Ciclop havia reunit per a lluitar per la supervivència de la raça mutant: Emma Frost, Storm, Magneto, Namor, Colossus, Magik, Hope Summers i Danger. Entre els números 11 i 19 d'aquest segon volum d' Uncanny X-Men, els membres de l' Extinction Team van protagonitzar un crossover amb els Avengers. El segon volum va cloure al número 20, amb Ciclop a la presó pels actes que havia fet durant aquesta època. Gillen també va escriure l'epíleg d'aquest crossover de cinc capítols, AvX: Consequences.

### 2013-2015: volum 3
El febrer de 2013 (amb data de la coberta d'abril de 2013) es va editar un nou volum d' Uncanny X-Men com a part de Marvel NOW! (els 24 primers números). Aquesta va tenir 36 números i va durar fins al gener de 2016. També va tenir un anual i un especial. Aquest volum és protagonitzat per Ciclop i els que romanen en el seu Extinction Team després dels esdeveniments del primer arc argumental de All-New X-Men.

#### 2013
- En el número 1 del volum 3 d' Uncanny X-Men apareixen com a protagonistes Ciclop, Emma Frost, Magneto, Magik i els estudiants Tempus i Christopher Muse. El seu guionista és Brian Michael Bendis i el dibuixà Chris Bachalo.
- Els número 2, 3 (de Bendis i Bachalo) té com a protagonistes, a banda dels anteriors, als estudiants Benjamin Deeds i Fabio Medina.
- El número 4 (de Bendis i Bachalo) té com a protagonistes, a banda dels anteriors, els estudiants Angel (del passat), Celeste Cuckoo, Mindee Cuckoo i Phoebe Cuckoo.
- Els números 5, 6 i 7 foren guionitzats per Bendis i dibuixats per Frazer Irving i tenen els mateixos personatges principals que el número anterior.
- Els números 8 i 9estan guionitzats per Bendis i dibuixats per Bachalo. En aquest s'hi afegeix a l'equip principal l'estudiant David Bond.
- El número 10 torna a estar dibuixat per Irving i té els mateixos protagonistes i el número 11, a banda d'Irving, també és dibuixat per Kris Anka.
- El número 12 està guionitzat per Bendis i dibuixat per Bachalo. Aquest és el capítol 4 del crossover Battle of the Atom i el número 13, dels mateixos autors, és el capítol 8 del mateix crossover. Els protagonistes són Magik, Ciclop, Magneto, Emma Frost i Angel (del passat).

#### 2014
- El número 14 és dels mateixos autors que els anteriors. Emma Frost, Magik, Ciclop, Benjamin Deeds, Eva Bell, Christopher Muse, David Bond, Fabio Medina, Angel i les tres bessones Cuckoos en són els protagonistes.
- El número 15 de Bendis està dibuixat per Kris Anka i els protagonistes són els X-Men: Emma Frost, Magik, Shadowcat, Eva Bell, Marvel Girl (Jean Grey del passat) i les Cuckoo. Els dolents principals que hi surten són membres d'I.M.A..
- El número 16 torna a estar dibuixat per Bachalo. Està protagonitzat, a banda de pels X-Men del número anterior, per Ciclop, Magneto, Fabio Medina, David Bond, Christopher Muse i Angel. Els enemics que hi aparéixen són els membres de la Brotherhood, Mistique, Sabretooth, Blob i Silver Samurai. El número 17 fou creat pels mateixos artistes i té els mateixos protagonistes que l'anterior excepte Magneto i Angel, que no hi apareixen.
- El número 18 està guionitzat per Bendis i dibuixat per Marco Rudy. En aquest hi apareix com a protagonistes, a banda dels habituals, els 5 superherois que van inciar els X-Men en la seva versió del passat.
- Del número 19 al 22 de Bendis i Bachalo hi ha la línia argumental de Uncanny X-Men Vs. S.H.I.E.L.D..
- El número 23, titulat The Last Will and Testament of Charles Xavier (del que és la primera part) està guionitzat per Bendis i dibuixat per Anka. Els protagonistes són Ciclop, Dazzler, Emma Frost, Magik, Shadowcat, Tempus, Triage, Godballs, Benjamin Deeds, Hijack, les trigèmies Cuckoos, Magneto i els superherois del passat Marvel Girl, Beast, Iceman, Angel i X-23. El número 24 té els mateixos artistes i és la segona part del títol anterior i el número 25 és la tercera part de la línia argumetal i està guionitzat per Bendis i dibuixat per Bachalo. Els seus personatges principals són Charles Xavier i Matthew Malloy. El número 26 n'és la quarta part i està guionitzat per Bendis i dibuixat per Anka.
- El número 27 és guionitzat per Bendis i dibuixat per Bachalo. Els seus protagonistes són els x-men Ciclop, Magik i Shadowcat i els estudiants habituals. El 28 està firmat per Bendis al guió i Anka al dibuix i és protagonitzat per Ciclop i Magik. El 29 torna a estar dibuixat per Bachalo i els protagonistes són Ciclop, Emma Frost, Magik, Shadowcat, Dazzler i els estudiants habituals.

#### 2015
Bendis i Bachalo firmen el número 30 i entre els personatges principals també hi ha els de l'episodi anterior excepte Ciclop i Magik i els estudiants. El número 31 està guionitzat per Bendis i dibuixat per Bachalo. El tornen a protagonitzar Ciclop, Emma Frost, Shadowcat, Dazzler, Magik i els estudiants. El número 32 fou creat pels mateixos artistes i és protagonitzat per Ciclop i Havok.
- Bendis guionitzà el número 33, que fou dibuixat per Kris Anka. Els seus protagonistes són Shadowcat i Magik. Els mateixos autors van crear el número 34, un capítol protagonitzat per Hijack, les Cuckoops, Triage, Goldballs, Benjamin Deeds i per Dazzler i la Directora de S.H.I.E.L.D. Maria Hill.
- El número 35 fou guionitzat per Bendis i dibuixat per Valerio Schiti. Els seus protagonistes són Goldballs, Hijack, les Cuckoos, Triage, Ben Deeds, Storm i Iceman. Aquest capítol és l'últim del tercer volum de Uncanny X-Men i continua a Uncanny X-Men nº 600 del volum 1.

#### Anuals i números especials
- El febrer de 2015 es va editar el Uncanny X-Men Annual Vol 3 nº1. Aquest número està guionitzat per Brian Michael Bendis i dibuixat per Andrea Sorrentino i és protagonitzat per Eva Bell (Tempus).
- L'agost de 2014 es va editar el Uncanny X-Men Special nº1. Aquest és l'únic número no guionitzat per Bendis del tercer volum de la sèrie. Està guionitzat per Sean Ryan i dibuixat per Ron Ackins. Els seus protagonistes són Ciclop, Magik, Emma Frost, Tempus, Triage, Benjamin Deeds, Goldballs i les tres Cuckoos.
- Amb data de portada gener de 2016 es va publicar el Uncanny X-Men núm. 600, número al que s'arribava sumant al present número els 544 del volum 1, els 20 del volum 2 i els 35 del volum 3. La nova numeració no tenia continuació, ja que al març següent es publicava un nou número 1 del volum 4.

### 2016-2017: volum 4
Es va rellançar Uncanny X-Men com a part de All-New, All-Different Marvel guionitzat per Cullen Bunn i dibuixat per Greg Land. Aquest equip és protagonitzat per Magneto liderant a Psylocke, Archangel, M, Mystique, Fantomex i Sabretooth mentre que un altre equip, liderat per Storm anomenats Extraordinary X-Men: el destí de Ciclops després de Battleworld es mostra en les minisèries Death of X (Ciclop s'exposa a les bòires terrígenes i mor).
El lema de la sèrie rellançada és "Bigger threats require more threatening X-Men" i és considerat ser una continuació del previ treball de Bunn a la sèrie de Magneto. Aquest volum tracta sobre les dificultats dels X-Men en un nou i més perillos món posterior a les Secret Wars.
Aquesta etapa va tenir 19 entregues. Després de la sèrie limitada Inhumans vs X-Men la sèrie era substituïda per X-Men: Gold.

### 2019: volum 5
Amb data de portada gener de 2019, publicat el 14 de novembre de 2018, torna Uncanny X-Men amb un nou número 1, amb guions de Ed Brisson, Matthew Rosenberg i Kelly Thompson. Els primers números tenen cadascun un dibuixant diferent rotant R.B. Silva, Yıldıray Çınar i Pere Pérez que fan tres números alternatius cadascun, fins a la tornada de Salvador Larroca, que ja havia dibuixat diverses etapes anteriors. Aquesta iteració va acabar el 2019 després de 22 números, amb deu entregues els tres primers mesos i periodicitat quinzenal a continuació.

## Anuals
Com en moltes sèries de còmics, es van publicar anuals de The X-Men/Uncanny X-Men de major extensió que els números de la sèrie regular. Els dos primers es van publicar reedicions al 1970 i 1971, en l'època en què la pròpia sèrie es continuava amb reedicions. Els següents sortiren regularment entre el 1979 i el 2001 incloent contingut inèdit, amb un total de 25 (numerats fins al nº 18). El segon volum de la sèrie va publicar tres números anuals, dels anys 2006, 2009 i 2011.

## Biografia de l'equip de ficció

### 1963-2011: Volum 1

#### 1963-1970: Inicis
L'equip, organitzat pel Professor Charles Xavier un mutant amb grans poders telepàtics, i format fins aleshores per Scott Summers (Cyclops), Bobby Drake (Iceman), Warren Worthington III (Angel), Hank McCoy (Beast) incorpora a Jean Grey (Marvel Girl) just abans de la primera missió del grup, en la que s'enfronten al també mutant Magneto,"Amo del Magnetisme". En una de les seves primeres missions els X-Men van intentar reclutar a un adult a les seves files, el mutant Blob. Més endavant es van enfrontar a la Brotherhood of Evil Mutants, la resposta de Magneto als X-Men de Xavier, que comptava en les seves files amb els malvats Toad i Mastermind i amb dos bessons que es trobaven en deute amb Magneto: Quicksilver i Scarlet Witch.
Entre les primeras amenaces a les que va haver de fer front els X-Men es trobaven Namor, enganyat per Magneto, l'imparable Juggernaut, malvat germanastre del Profesor-X i els sentinels, gegantescos robots cazadors de mutants creat pel científic Bolivar Trask. Entremig van visitar per primera vegada la jungla prehistórica oculta a l'Antàrtida anomenada Savage Land, on hi van trobar a Ka-Zar.
Més endavant van combatre al super equip de villans conegut com a Factor Three. En aquesta època van acceptar a un nou integrant, el mutant artificial conegut com Mimic, però poc després d'unir-s'hi, lluitant amb el Superadaptoide, va patir un accident que el va mantenir incapacitat durant uns anys.
Posteriorment, el Professor va haver d'abandonar el grup para combatre un intent d'invasió de la Tierra per part dels alienígenes Z'Nox. Xavier va deixar a un mutant metamorf al seu lloc, Changeling i va marxar en secret dient-s'ho només a Jean Grey. Changeling va ser assassinat poc després per Grotesko i Jean no li va explicar la veritat als seus amics, que es van dissoldre temporalment. Poc després una gran concentració de mutants va fer que es reagrupessin. Investigant van conèixer Lorna Dane i van descobrir que un mutant amb poders hipnòtics anomenat Mesmero estava reunint un exèrcit en nom de Magneto. Cyclops s'hi va infiltrar amb la identitat d'Erik the Red i amb l'ajuda de Lorna van derrotar a Mesmero i al suposat Magneto, que en realitat era un robot. Lorna se'n va anar amb ells a Nova York.
Cyclops i els seus amics van acompanyar a Alex, el seu germà quan aquest es va graduar, però va ser capturat pel Living Pharaoh, que volia matar-lo perquè els seus poders estaven vinculats. Transportat a Egipte, Alex va descobrir els seus poders i que no podia controlar-los. Va ser capturat pels Sentinels, reconstruïts per Larry Trask, que també van capturat Iceman i Lorna Dane, entre altres mutants coneguts. Cyclops va aconseguir acabar per un temps amb l'amenaça dels Sentinels.
Els X-Men van portar Alex, ferit a la batalla amb el Dr. Karl Lykos, però aquest es dedicava a absorbir energia dels seus pacients. Absorbint la d'Alex es va convertir en Sauron. Sauron va intentar matar el pare de la seva estimada Tanya, però es va penedir al darrer moment i va escapar a la Savage Land on els X-Men, que el van seguir, el van veure caure per un precipici. Aquí es van tornar a trobar a Magneto i als seus Savage Land Mutates.
Al tornar als Estats Units van enfrontar-se a Sunfire, als Z'Nox (després de retrobar-se amb el Professor) i amb Hulk.

#### 1975-1991: Era de Chris Claremont
Els X-Men, que ja comptaven en les seves files amb Kaos i Lorna, van anar a investigar l'aparició d'un mutant a l'illa de Krakoa, però van descobrir que el mutant era la pròpia illa, que havia mutat després d'una prova nuclear. Cyclops va poder escapar per demanar ajuda a Xavier. Aquest va reclutar un nou equip amb dos membres que havien conegut en missions anteriors (Banshee i Sunfire) i cinc més dels que Xavier ja coneixia l'existència: Wolverine, Storm, Nightcrawler, Colossus i Thunderbird. Gràcies a ells van poder rescatar l'altre equip. L'endemà, Sunfire i els antics membres de l'equip excepte Cyclops van abandonar el grup, que es va entrenar intensament. Van rebre la trucada de Beast, ara membre dels Venjadors, que els va demanar ajuda contra el Comte Nefaria. A la missió va morir Thunderbird en un acte suïcida. Xavier presenta a Moira MacTaggert com la seva majordoma.
Al Nadal, el doctor Stephen Lang va capturar amb els seus Sentinels a Marvel Girl, Wolverine i Banshee. La resta del equip intenta rescatar-los amb l'ajuda d'un amic de Xavier, el doctor Peter Corbeau després de descobrir que es troben en una estació espacial, però Corbeau els adverteix que no pot pilotar la nau d'escapament per una tormenta espacial. Marvel Girl absorbeix els seus coneixement per pilotar-ho ella esperant que la seva telequinesis li doni alguna oportunitat. La nau amara a la Badia de Jamaica on Fhoenix apareix amb l'aspecte de Jean i els diu que ja no es la dona que coneixien, abans de desmaiar-se. Posteriorment es van enfrontar a Black Tom i el Juggernaut, Magneto, Erik the Red i la Guardia Imperial Shi'ar amb l'ajuda dels Starjammers als que coneixen durant l'enfrontament i que estan liderats pel pare de Scott, que no el reconeix. Es veuen traslladats a l'interior del cristall M'Kraan i Phoenix salva l'univers, que havia estat a punt de desaparèixer.
Un temps després, Wolverine va ser atacat per James MacDonald Hudson, amb la identitat de Weapon Alpha, tractant d'obligar-lo a tornar a Canadà. Altres membres de l'equip es van afegir a l'enfrontament, en el que va resultar accidentalment ferida Moira. Atacat per mutants dels que no coneixia els poders, Hudson va decidir retirar-se teleportant-se.
Després d'un enfrontament amb Mesmero i una batalla amb Magneto dins d'un volcà Antàrtic, la majoria dels X-Men es van trobar a la Savage Land i es van separar de Fénix i la Bèstia, creient cada grup que els altres havien mort. Fénix i la Bèstia van tornar a l'escola per donar a Xavier les males notícies. Aquest va decidir acompanyar a Lilandra a l'espai Shi'ar.
Després d'un llarg viatge que va dur al Japó a la resta del grup, Banshee va resultar ferit a les seves cordes vocals durant una batalla amb Moses Magnum, deixant-lo sense poder. Els X-Men van ser emboscats per Alpha Flight. Wolverine va decidir rendir-se i va ser posat en custòdia, però va escapar amb insultant facilitat. Quan finalment van tornar a casa, van trobar el professor X i el telèfon de la mansió desconnectat.
Els X-Men i Fénix es van retrobar amb la Bèstia descobrint així que Jean també havia sobreviscut. Es va retrobar amb ella a l'illa Muir lluitant amb Proteus, el fill mutant de Moira MacTaggert, amb el poder d'alterar la realitat. Banshee els va acompanyar per a la missió i va deixar els X-Men per quedar-se amb Moira.
El professor X va tornar a la terra a temps per contactar a Kitty Pryde avantçant-se a Emma Frost. També van conèixer Dazzler, una altra mutant i van descobrir l'existència del Hellfire Club.
Quan Fénix creia que els X-Men estaven morts, va conéixer Jason Wyngarde, sense saber que era l'antic enemic del grup, Mastermind. Amb les seves il·lusions, utilitzant un dispositiu creat per Emma Frost, va fer-la creure que era realment Lady Gray, una avantpassada seva consort de Wyngarde. Així la va convèncer fàcilment per convertir-se en la Reina Negra del Hellfire Club mientra lluitaven amb els X-Men. Fénix es va alliberar del control de Wyngarde quan va veure una versió psíquica de Ciclop assassinada. Fénix va usar els seus poders per tornar boig a Mastermind, va destruir el Blackbird i se'n va anar bruscament de la Terra. Buscant gaudir del mateix poder que havia sentit dins del cristal M'Kraan, Fénix va viatjar a una estrella llunyana i va absorbir la seva energia. El sol es va convertir en nova, destruint un planeta proper habitat per cinc mil milions de D'bari.
Al seu retorn a la Terra, la Bèstia va dissenyar un neutralitzador per a sotmetre a l'entitat. Xavier va col·locar blocs mentals en la seva ment per reduir els poders de Fénix i permetre que Jean recuperés el control. Conscient de la massacre en el seu Imperi, els shi'ar van arribar a la Terra exigint la mort de Fénix. Xavier va invocar un duel irrefutable d'honor. Lilandra va acceptar permetent a la Guàrdia Imperial combatre als X-Men. Els mutants van caure un per un durant una llarga batalla a la Zona Blava de la Lluna. Amb només Ciclop i Fénix en peu, Summers va ser colpejat per energia. Els bloquejos mentals que Xavier havia posar a la ment de Fénix van ser destruïts i va poder utilitzar tot el seu poder. Lilandra va ordenar al Pla Omega, la destrucció total del Sistema Solal, després del retorn de Fénix. Per evitar la pèrdua de tot el sistema d'estrelles, Xavier va ordenar als X-Men derrotar a Fénix. La ment de Jean va recuperar el control una vegada més, només per activar una arma Kree suïcidant-se per evitar el desastre.
Després del funeral de Jean Grey, Kitty Pryde va anar a viure a l'escola com a nou membre del X-Men i Ciclop va deixar l'equip. Storm es va convertir en la nova líder en la seva absència. Els X-Men es va enfrontar a una nova Brotherhood of Evil Mutants liderada per Mística per salvar la vida al senador Robert Kelly, advertits per la contrapartida de Kitty d'un futur dominat pels Sentinels.
Altres enemics d'aquesta època van ser el Doctor Doom i Magneto al Triangle de les Bermudes. Kitty va destruir l'ordinador central de la seva super-arma. Magneto li va llençar una descàrrega letal d'electricitat. Creient-la morta, es va horroritzar del que havia fet adonant-se que era pràcticament una nena. En aquell moment va arriba Storm disposada a venjarla, pero Magneto, havia deixat de lluitar i li va dir que fes el que volgués, que no la detendria. Veient el seu penediment el va deixar escapar. Kitty es va recuperar i la batalla va reunir Ciclop amb l'equip.
Corsair dels Starjammers va tornar a la Terra buscant l'ajuda dels X-Men per aturar una rebel·lió contra l'Emperatriu Lilandra. Va contactar amb Ciclop a qui li va revelar que era el seu pare, segrestat pels Shi'ar dècades abans. Els X-Men van detenir la rebel·lió contra l'imperi shi'ar i van reunir Xavier amb Lilandra.
Poc després, Storm va ser mossegada per Dracula, però la seva voluntat es va imposar alliberant-se del seu control.
Durant un entrenament, Kitty va seguir a Illyana Rasputin, la germana petita de Colossus, a un temple on havia estat cridada per Belasco. Aquest li va donar a Illyana un medalló i li va augurar un gloriós destí quan les 5 pedres flotants siguin al seu lloc. La resta del grup els va trobar i va rescatar les seves amigues gràcies a la Storm d'una realitat alternativa, però Belasco agafa a Illyana i li impedeix tornar, teleportant-la per un cercle de pas. Kitty la troba, però descobreix que ha envellit 7 anys. Al seu talismà, 3 de les 5 pedres ja ocupen el seu lloc.
Els Brood van segrestar els X-Men, Lilandra i Carol Danvers. Viatjant per la galàxia cap al seu planeta, una Reina Brood va implantar embrions dins de tots ells. Interessat pel codi genètic únic de Danvers, van experimentar amb ella i es va convertir en Binary. Tot i que els X-Men van escapar del seu món, tot semblava perdut, ja que una vegada que els embrions maduressin, els seus amfitrions experimentarien una metamorfosi i es convertirien en un guerrer Brood. Storm va ser salvada per un jove Acanti, una gran criatura espacial similar a una balena i es va comunicar amb ella telepàticament. Els Acanti havien estat esclavitzats per la Brood i els utilitzava com naus estelars. Els X-Men es van comprometre a salvar la líder Acanti per salvar la seva espècie. Després d'alliberar l'ànima del líder Acanti del món dels Brood, els X-Men es van guarir. Abans de matar a la Reina Brood, Kitty Pryde va trobar el drac amigós Lockheed que la va seguir de tornada a la Terra. En aquest enfrontament van descobrir que hi havia un altre embrió reial, que només podia haver estat implantat en Xavier. Els X-Men van tornar a la mansió i van descobrir que Xavier ja s'havia transformat en una de les Reines Brood. Derrotat i portat a bord del Starjammer, la ment de Xavier es va col·locar en un cos clonat.
Àngel va ser capturat pels Morlocks i va caure en els seus túnels per ser el nuvi de Callisto. Storm va desafiar-la en combat a mort, que va guanyar, aconseguint el lideratge de la llibertat dels Morlocks i d'Àngel.

### 2013-2015: Volum 3

#### Revolution
Ciclop, Magneto, Magik i Emma Frost, que només tenia una fracció dels seus antics poders, han pres una revolucionària i algunes vegades violenta via per a promoure els drets dels mutants i va crear una nova escola per a nous mutants, la New Xavier School for the Gifted en un búnquer abandonat de Weapon X situat en algun lloc del Canadà. Al principi només amb dos estudiants, Triage, amb poders curatius i el mímic Benjamin Deeds, Ciclop va a l'escola de Wolverine per a adquirir nous estudiants. Però només les tres Stepford Cuckoos i l'Angel original que provenia del passat els van acompanyar. Posteriorment a San Diego van recrutar a Fabio Medina (Goldballs, mutant adolescent amb el poder de projectar pilotes d'una substància desconeguda de color or a gran velocitat) que estava sent atacat pels sentinels quan acababen de manifestar-se els seus poders. Després, a Austràlia hi van recrutar la mutant que podia controlar el temps, Tempus, a on es troben amb els Avengers. També es mostra que Magneto havia estat treballant amb S.H.I.E.L.D. als que notificava els moviments dels X.Men. Ciclop ho descobreix però Magneto manifesta que ho ha fet per incorsionar-se a SHIELD. Quan l'equip s'escapa, són portats per Magik al Limbo.

#### Broken
El dimoni Dormammu havia recuperat el control sobre el Limbo i Magik, Ciclop i Magneto intentaren lluitar contra les hordes de dimonis però estaven sense poders. La resta de l'equip tenien poca o nul·la experiència de combat fins que les Cuckoos els feu perdre la por. Els poders de Magik en la seva forma diabòlica de Darkchylde va col·lapsar sobre si mateixa va atrapar a Dormammu i va alliberar els X-Men. Llavors, ella va teleportar-se al passat i es va trobar amb el Dr. Strange. Ciclop, en aquell moment comença a entrenar els nous X-Men. Fabio decideix que vol marxar dels X-Men i torna a San Diego i Magik se'n va amb ell però ell es apresat per la nova enllaç dels X-Men amb S.H.I.E.L.D., Dazzler.
Els X-Men tornen per a salvar a Fabio amb l'ajuda del seu nom membre que manipula les màquines, Hijack, que pren breument el control sobre l'helitransport de SHIELD. Posteriorment, Dazzler és segrestada i reemplaçada per Mystique, que intentarà utilitzar el lligam de Dazzler amb SHIELD pel seu propi benefici. Ciclop es sorprèn en saber que molts humans estan al seu costat i que no es creuen la propaganda que emet SHIELD contra ell; així, ell i l'equip van a una manifestació pro-mutant per a donar'els les gràcies. Posteriorment apareix un nou Sentinel indestructible que aprèn i s'adapta als poders dels mutants. Hijack i Magneto no el poden controlar, però les Cuckoospoden llegir la seva ment, cosa que prova que pot tenir sentiments. Magneto, finalment el pot parar utilitzant milions de barres de metall, però llavors és teleportat.

#### Battle of the Atom
Un grup dels X-Men viatja des del futur per avisar de grans perills. Els Uncanny X-Men, els X-Men originals que provenen del passat i els X-Men de Wolverine han de salvar les seves diferències i cooperar.

#### The Good, the Bad, the Inhuman
Ciclop està frustrat pel que li ha passat a Benjamin Deeds, ja que es considera responsable. Emma l'ajuda alliberant un altre nivell dels seus poders, el poder de la persuasió.
Les noies dels X-Men van a París per a passar una nit de compres, però allà es troben amb un nou inhumà que és capturat per AIM, al que ajudaran. Kitty Pryde i els All-New X-Men són invitats a l'Escola Charles Xavier per a Dotats perquè aquests no estan còmodes a Westchester.
Magneto viatja a Madripor, on descobreix que Mystique està sota la forma de Dazzler i que treballa amb Silver Samurai, The Blob i Sabertooth en la venta d'una hormona de creixement mutant que atorga poders mutants als humans i magnifica els poders mutants però que és extremadament addictiva. Llavors els ataca.

## Personatges protagonistes
| Capítols                     | Protagonistes |
| ---------------------------- | --- |
| #1–59 (1963–1969)            | Angel, Beast, Cyclops, Iceman, Marvel Girl |
| #60–66 (1969–1970)           | Angel, Beast, Cyclops, Havok, Iceman, Marvel Girl, Polaris |
| #67–93 (1970–1975)           | La sèrie va continuar publicant reimpressions d'històries anteriors. |
| #94–96 (1975)                | Banshee, Colossus, Cyclops, Nightcrawler, Storm, Sunfire, Thunderbird, Wolverine |
| #97–128 (1975–1979)          | Banshee, Colossus, Cyclops, Jean Grey (com Phoenix des del #101), Nightcrawler, Storm, Wolverine |
| #129–138 (1980)              | Colossus, Cyclops, Nightcrawler, Jean Grey (com Phoenix), Storm, Wolverine |
| #139–148 (1980–1981)         | Angel, Colossus, Kitty Pryde, Nightcrawler, Storm, Wolverine |
| #149–170 (1981–1983)         | Colossus, Cyclops, Kitty Pryde, Nightcrawler, Storm, Wolverine |
| #171–183 (1983–1984)         | Colossus, Cyclops, Kitty Pryde, Nightcrawler, Rogue, Storm, Wolverine |
| #184–192 (1984–1985)         | Colossus, Nightcrawler, Rachel Summers, Rogue, Storm, Wolverine |
| #193-200 (1985)              | Colossus, Kitty Pryde, Nightcrawler, Rachel Summers, Rogue, Wolverine |
| #201–213 (1986–1987)         | Colossus, Kitty Pryde, Magneto, Nightcrawler, Rachel Summers, Rogue, Storm, Wolverine |
| #214–224 (1987)              | Dazzler, Havok, Longshot, Magneto, Psylocke, Rogue, Storm, Wolverine |
| #225–250 (1988–1989)         | Colossus, Dazzler, Havok, Longshot, Psylocke, Rogue, Storm, Wolverine |
| #251–272 (1989–1991)         | Els X-Men es van separar. Els capítols versen sobre personatges individuals o petits grups que havien estat part dels X-Men o hi havien col·laborat |
| #273–280 (1991)              | Banshee, Forge, Gambit, Jubilee, Psylocke, Storm, Wolverine |
| #281–304 (1991–1993)         | Archangel, Bishop, Colossus, Iceman, Jean Grey, Storm (Gold team) |
| #305–315 (1993–1994)         | Archangel, Bishop, Iceman, Jean Grey, Storm (Gold Team) |
| #316–317 (1994)              | "Phalanx Covenant" crossover: Generation X conformat per Banshee, White Queen, Jubilee, i Sabretooth protegeixen a Blink, M, Husk, Synch, i Skin de la Phalanx. |
| #318–321 (1994–1995)         | Archangel, Beast, Bishop, Cyclops, Gambit, Iceman, Jean Grey, Psylocke, Rogue, Storm |
| Age of Apocalypse (1995)     | La sèrie fou reemplaçada per Astonishing X-Men durant quatre mesos durant la "Age of Apocalypse". És protagonitzat per Blink, Morph, Rogue, Sabretooth, Sunfire i Wild Child. |
| #322–330 (1995–1996)         | Archangel, Beast, Bishop, Cannonball, Cyclops, Gambit, Jean Grey, Iceman, Psylocke, Storm, Wolverine |
| #331–336 (1996)              | Archangel, Bishop, Cannonball, Cyclops, Dark Beast (bèstia impersonal), Gambit, Iceman, Jean Grey, Psylocke, Storm, Wolverine |
| #337–342 (1996–1997)         | Archangel, Beast, Bishop, Cannonball, Cyclops, Gambit, Joseph, Jean Grey, Psylocke, Rogue, Storm, Wolverine |
| #343–349 (1997)              | Beast, Bishop, Gambit, Joseph, Rogue |
| #350–360 (1997–1998)         | Beast, Bishop, Cannonball, Cecilia Reyes, Cyclops, Iceman, Jean Grey, Joseph, Maggott, Marrow, Rogue, Storm, Wolverine |
| #361–372 (1998–1999)         | Colossus, Gambit, Kitty Pryde, Marrow, Nightcrawler, Rogue, Storm, Wolverine |
| #373–374 (1999)              | Colossus, Marrow |
| #375–378 (1999–2000)         | Crossover "The Shattering"/"The Twelve"/"Age of Apocalypse": Després que el Professor X dissol l'equip temporalment per un Skrull infiltrat, l'equip apren dels Dotze. Com a plans d'Apocalypse, molts X-Men, ara membres dels Dotze, lluiten junts amb ell.                                           |
| #379–380 (2000)              | Tots els mutants del món perden el seu poder degut al High Evolutionary i Mr. Sinister, i un equip interí després de la dissolució dels X-Men lluiten contra ells |
| #381–390 (2000–2001)         | Beast, Cable, Gambit, Jean Grey, Rogue, Storm |
| #391 (2001)                  | Cyclops |
| #392–393 (2001)              | Crossover "Eve of Destruction": Mentre Cyclops i Wolverine s'infiltren a Genosha per salvar el Professor X, Jean Grey forma un equip interí format per Dazzler, Northstar, Omerta, Sunpyre, Wraith i una Frenzy que té la seva ment controlada.                                                        |
| #394 (2001)                  | Archangel, Cyclops, Jean Grey, Wolverine |
| #395-398 (2001)              | Archangel, Chamber, Iceman, Nightcrawler, Wolverine |
| #399–414 (2001–2002)         | Archangel, Chamber, Iceman, Nightcrawler, Stacy X, Wolverine |
| #415–443 (2002–2004)         | ¡¡Archangel, Havok, Husk, Iceman, Jubilee, Juggernaut, Nightcrawler, Northstar, Polaris, Professor X, Wolverine |
| #444–454 (2004–2005)         | Bishop, Cannonball, Nightcrawler, Rachel Summers, Sage, Storm, Wolverine |
| #455–474 (2005–2006)         | Bishop, Cannonball, Nightcrawler, Psylocke, Rachel Summers, Storm, Wolverine |
| #475–486 (2006–2007)         | Darwin, Havok, Nightcrawler, Polaris, Professor X, Rachel Summers, Warpath |
| #487–491 (2007)              | Caliban, Hepzibah, Nightcrawler, Professor X, Storm, Warpath |
| #492–494 (2008)              | Crossover "Messiah Complex": Tot l'equip protegeix a Hope Summers seguint les ordres de Ciclop. També està protagonitzat pel nou equip de X-Force, en el que hi ha Caliban, Hepzibah, Warpath, Wolfsbane, Wolverine, i X-23.                                                                           |
| #495–499 (2008)              | L'equip dividit, comença a reformar-se a San Francisco. |
| #500–507 (2008–2009)         | Angel, Beast, Cannonball, Colossus, Cyclops, Dazzler, Emma Frost, Karma, Nightcrawler, Pixie, Stepford Cuckoos, Storm, Wolverine |
| #508–512 (2009)              | Angel, Beast, Colossus, Cyclops, Dazzler, Doctor Nemesis, Emma Frost, Iceman, Karma, Kavita Rao, Madison Jeffries, Nightcrawler, Northstar, Pixie, Psylocke, Stepford Cuckoos, Storm, Yuriko Takiguchi, Wolverine                                                                                      |
| #513–514 (2009)              | Crossover "Dark Avengers"/"Utopia": Tots els mutants a San Francisco lluiten contra els Dark Avengers de Norman Osborn i el grup dels Dark X-Men comandats per Black Queen, en el que hi ha Cloak and Dagger, Daken, Dark Beast, Mimic, Mystique (en la forma del Professor X), Namor, i Weapon Omega. |
| #515–522 (2009–2010)         | Angel, Boom Boom, Colossus, Cyclops, Dazzler, Doctor Nemesis, Emma Frost, Fantomex, Iceman, Kavita Rao, Madison Jeffries, Magneto, Namor, Nightcrawler, Northstar, Pixie, Professor X, Psylocke, Rogue, Stepford Cuckoos, Storm, Wolverine                                                             |
| #523–525 (2010)              | Crossover "Second Coming" |
| #526–529 (2010)              | Angel, Cecilia Reyes, Colossus, Cyclops, Dazzler, Doctor Nemesis, Emma Frost, Fantomex, Hope Summers, Iceman, Kavita Rao, Kitty Pryde, Madison Jeffries, Namor, Northstar, Psylocke, Rogue, Storm, Wolverine                                                                                           |
| #530–534 (2010–2011)         | Angel, Cecilia Reyes, Colossus, Cyclops, Dazzler, Doctor Nemesis, Emma Frost, Fantomex, Hope Summers, Iceman, Kavita Rao, Kitty Pryde, Madison Jeffries, Magneto, Namor, Northstar, Pixie, Psylocke, Rogue, Storm, Wolverine                                                                           |
| #534.1–544 (2011)            | Angel, Colossus, Cyclops, Dazzler, Doctor Nemesis, Emma Frost, Hope Summers, Iceman, Kavita Rao, Kitty Pryde, Madison Jeffries, Magneto, Namor, Northstar, Pixie, Psylocke, Rogue, Storm, Wolverine |
| #1–20 (2011–2012)            | Colossus, Cyclops, Danger, Emma Frost, Hope Summers, Magik, Magneto, Namor, Psylocke, Storm |
| #1–11 (2012–2013)            | Ciclop, Emma Frost, Magik, Magneto, Tempus, Triage, Goldballs, Hijack, Benjamin Deeds, Stepford Cuckoos, Angel (del passat) |
| #12–13 (2013)                | Crossover "Battle of the Atom", protagonitzat pels X-Men de la Jean Grey School, i l'equip X-Men de Ciclop, els X-Men que venien del passat, i els X-Men i la Brotherhood del futur. |
| #14-30 (2013–2015)           | Ciclop, Emma Frost, Magik, Shadowcat, Lockheed, Dazzler, Havok, Tempus, Triage, Goldballs, Benjamin Deeds, Hijack, Stepford Cuckoos, Jean Grey (passat), Beast (del passat), Iceman (del passat), Angel (del passat), X-23                                                                             |
| #31 (2015)                   | Ciclop, Emma Frost, Magik, Shadowcat, Lockheed, Dazzler, Havok, Triage, Goldballs, Benjamin Deeds, Hijack, Stepford Cuckoos, Jean Grey (del passat), Beast (del passat), Iceman (del passat), Angel (del passat), X-23                                                                                 |
| #32-35, 600 (2015)           | Ciclop, Emma Frost, Magik, Shadowcat, Lockheed, Dazzler, Havok, Cyclops (del passat), Jean Grey (del passat), Beast (del passat), Iceman (del passat), Angel (del passat), X-23 |
| #1-present (2015–al present) | Archangel, M, Magneto, Psylocke, Sabretooth, Mystique, Fantomex |

Timeline

Notes

Aquest és un article sobre un còmic i així, la història de la publicació no té una continuïtat total. A més a més, reflecteix els successos pels que passa l'equip en aquesta sèrie. De la mateixa manera, aquest article només reflecteix els personatges dels X-Men que surten en aquesta sèrie, ja que són els protagonistes de la mateixa.
El Professor X és el director de l'escola de Xavier per a Joves Especials i el mentor dels X-Men però estranyament és membre de l'equip d'acció dels X-Men. En aquest rol com a mentor, sol estar present en la col·lecció, tot i que té absències notables com entre els números 43 a 64, 200-273 (que viatja a l'espai amb els Shi'ars i amb Lilandra Neramani), els números 340-351 (sota custòdia del govern després de la crisi d'Onslaught), els números 379-386 i 495-513.
Jean Grey fou reemplaçat per la Phoenix Force entre els capítols 101 i 137. Això només es sabrà anys després.
Moltes vegades, l'equip protagonista ha estat al mateix que a la col·lecció X-Men (vol. 2) i durant dos períodes, les dues col·leccions han estat guionitzades pel mateix guioniste en un títol quinzenal (capítols 289-350 per Scott Lobdell i capítols 366-380 per Alan Davis).
Durant els capítols 370-372, Wolverine fou reemplaçat per un Skrull infiltrat en la línia argumental The Shattering/The Twelve i a la sèrie limitada Astonishing X-Men (vol. 2).
Després d'anar-se a San Francisco, molts altres mutants van continuar apareixent com a personatges secundaris o aliats, però, a part de durant els crossovers, eren rarament considerats com a part de l'equip protagonista. Els caràcters protagonistes incloien antics X-Men com Iceman i Hepzibah, els estudiants dels New X-Men com Rockslide, Surge i Hellion i l'esquadró de Nous Mutants de Cannonball com Toad, Frenzy, Diamond Lil i Meld.
Després que la sèrie fos rellançada com Uncanny X-Men #1, aquesta fou protagonitzada per l' Extinction Team liderat per Ciclop i compost per aquest, a més de més d'Emma Frost, Namor, Magneto, Storm, Hope Summers, Colossus, Danger i Magik. A més a més Psylocke va formar part breument part de l'equip quan Emma estava ferida.

## Autors

### Guionistes
| Anys      | Guionista                                      | Capítols                          |
| --------- | ---------------------------------------------- | --------------------------------- |
| 1963–1966 | Stan Lee                                       | #1–21 (no acreditat als nº20-21)  |
| 1963–1966 | Jack Kirby                                     | #1–17 (no acreditat originalment) |
| 1966–1968 | Roy Thomas                                     | #20–44                            |
| 1968      | Gary Friedrich                                 | #44–47                            |
| 1968–1969 | Arnold Drake                                   | #47–54                            |
| 1969–1970 | Roy Thomas                                     | #55–64, 66                        |
| 1970      | Dennis O'Neil                                  | #65                               |
| 1970–1975 | reimpressions                                  | #67–93 X-Men Annual #1-2          |
| 1975      | Len Wein                                       | Giant-Size X-Men #1 #94–95        |
| 1975–1991 | Chris Claremont                                | #94–279 X-Men Annual #3–14        |
| 1978–1981 | John Byrne (coescriu la trama amb Claremont)   | #113–143                          |
| 1991–1992 | Jim Lee, Whilce Portacio John Byrne            | #280–288                          |
| 1992–1997 | Scott Lobdell                                  | #286–350                          |
| 1997–1999 | Steven T. Seagle                               | #350–365                          |
| 1999–2000 | Alan Davis                                     | #366–380                          |
| 2000–2001 | Chris Claremont                                | #381–389                          |
| 2001      | Scott Lobdell                                  | #390–393                          |
| 2001–2002 | Joe Casey                                      | #394–409                          |
| 2002–2004 | Chuck Austen                                   | #410–443                          |
| 2004–2006 | Chris Claremont                                | #444–474                          |
| 2006–2008 | Ed Brubaker                                    | #475–503                          |
| 2008–2011 | Matt Fraction                                  | #500–534                          |
| 2010–2012 | Kieron Gillen                                  | #534.1-#544 Vol. 2 #1–20          |
| 2013–2015 | Brian Michael Bendis                           | Vol. 3 #1-35, #600                |
| 2015-2017 | Cullen Bunn                                    | Vol. 4 #1–19                      |
| 2018–2019 | Ed Brisson, Matthew Rosenberg i Kelly Thompson | Vol. 5 #1–10                      |
| 2019      | Matthew Rosenberg                              | Vol. 5 #11–22                     |

### Dibuixants
| Anys      | Dibuixant                      | Capítols                                                                                   |
| --------- | ------------------------------ | ------------------------------------------------------------------------------------------ |
| 1963–1965 | Jack Kirby                     | #1–17                                                                                      |
| 1965–1967 | Werner Roth (a.k.a. Jay Gavin) | #13–29, #31–35, #38–57                                                                     |
| 1967      | Ross Andru                     | #36–37                                                                                     |
| 1967–1970 | Don Heck                       | #49, #52, #54–55, #64                                                                      |
| 1968–1969 | Jim Steranko                   | #50–51                                                                                     |
| 1969      | Barry Windsor-Smith            | #53                                                                                        |
| 1969–1970 | Neal Adams                     | #56–63, #65                                                                                |
| 1970      | Sal Buscema                    | #66                                                                                        |
| 1970–1975 | reimpressions                  | #67–93 X-Men Annual #1-2                                                                   |
| 1975–1977 | Dave Cockrum                   | Giant-Size X-Men #1 #94–105, 107                                                           |
| 1977      | Bob Brown                      | #106                                                                                       |
| 1977–1981 | John Byrne                     | #108–109, #111–143                                                                         |
| 1978      | Tony DeZuniga                  | #110                                                                                       |
| 1981–1982 | Brent Anderson                 | #144, #160                                                                                 |
| 1981–1982 | Dave Cockrum                   | #145–150, #153–158, #161–164                                                               |
| 1982      | Jim Sherman                    | #151                                                                                       |
| 1982      | Bob McLeod                     | #151–152                                                                                   |
| 1982      | Bill Sienkiewicz               | #159                                                                                       |
| 1982–1983 | Paul Smith                     | #165–170, #172–175                                                                         |
| 1983      | Walt Simonson                  | #171                                                                                       |
| 1983–1986 | John Romita Jr.                | #175–185, #187–197, #199–200, #202–203, #206–211                                           |
| 1984–1987 | Barry Windsor-Smith            | #186, #198, #205, #214                                                                     |
| 1986      | Rick Leonardi                  | #201, #212                                                                                 |
| 1986      | June Brigman                   | #204                                                                                       |
| 1987      | Alan Davis                     | #213, #215                                                                                 |
| 1987      | Jackson Guice                  | #216–217                                                                                   |
| 1987–1990 | Marc Silvestri                 | #218, #220–222, #224–230, #232–234, #236, #238–244, #246–247, #249–251, #253–255, #259–261 |
| 1987      | Bret Blevins                   | #219                                                                                       |
| 1987      | Kerry Gammill                  | #223                                                                                       |
| 1988–1989 | Rick Leonardi                  | #231, #235, #237, #252                                                                     |
| 1989      | Rob Liefeld                    | #245                                                                                       |
| 1989–1991 | Jim Lee                        | #248, #256–258, #267–277                                                                   |
| 1990      | Kieron Dwyer                   | #262                                                                                       |
| 1990      | Bill Jaaska                    | #263, #265                                                                                 |
| 1990      | Mike Collins                   | #264, #266                                                                                 |
| 1991      | Paul Smith                     | #278                                                                                       |
| 1991–1992 | Andy Kubert                    | #279–280, #288                                                                             |
| 1991–1992 | Whilce Portacio                | #281–286, #289–290                                                                         |
| 1992–1994 | John Romita Jr.                | #287, #300–302, #304, #306–311                                                             |
| 1992–1993 | Tom Raney                      | #291–293                                                                                   |
| 1992–1993 | Brandon Peterson               | #294–299                                                                                   |
| 1994–1997 | Richard Bennett                | #303                                                                                       |
| 1994–1997 | Jan Duursema                   | #305                                                                                       |
| 1994–1997 | Joe Madureira                  | #312–348 #350                                                                              |
| 1997–1999 | Chris Bachalo                  | #349, #353–365                                                                             |
| 1999–2000 | Adam Kubert                    | #368–384                                                                                   |
| 2000–2001 | Salvador Larroca               | #387–392                                                                                   |
| 2001      | Ian Churchill                  | #394–396                                                                                   |
| 2001–2003 | Sean Phillips                  | #397–398, #400, #404–405, #407–409, #413–415                                               |
| 2002–2003 | Ron Garney                     | #401–402, #409–412, #421–424, #435–436                                                     |
| 2003      | Kia Asamiya                    | #416–420                                                                                   |
| 2003      | Philip Tan                     | #425–426, #429–433                                                                         |
| 2004      | Salvador Larroca               | #437–443                                                                                   |
| 2004–2005 | Alan Davis                     | #444–447, #450–451, #455–459, #462–463                                                     |
| 2005–2006 | Chris Bachalo                  | #464–468, #472                                                                             |
| 2006–2008 | Billy Tan                      | #469–471, #475–476, #478–479, #481–482, #484–486, #492–494                                 |
| 2006–2007 | Clayton Henry                  | #477, #480, #483                                                                           |
| 2007      | Salvador Larroca               | #487–491                                                                                   |
| 2008      | Michael Choi                   | #495–499                                                                                   |
| 2008–2011 | Greg Land                      | #500–503, #508–511, #515–521, #530–534, #540–544                                           |
| 2008–2011 | Terry Dodson                   | #500, #504–507, #513–514, #523–525, #535–538                                               |
| 2010      | Whilce Portacio                | #526–529                                                                                   |
| 2012      | Carlos Pacheco                 | Vol. 2 #1–3, #9–10, #20                                                                    |
| 2012      | Brandon Peterson               | Vol. 2 #4                                                                                  |
| 2012      | Greg Land                      | Vol. 2 #5–8, #11–12                                                                        |
| 2012      | Billy Tan                      | Vol. 2 #13                                                                                 |
| 2012      | Dustin Weaver                  | Vol. 2 #14                                                                                 |
| 2012      | Daniel Acuña                   | Vol. 2 #15–17                                                                              |
| 2012      | Ron Garney                     | Vol. 2 #18                                                                                 |
| 2012      | Dale Eaglesham                 | Vol. 2 #19                                                                                 |
| 2013–2015 | Chris Bachalo                  | Vol. 3 #1–4, #8–9, #12–14, #16-17, #19-22, #25, #27, #29-32, #600                          |
| 2013-2015 | Frazer Irving                  | Vol. 3 #5–7, #10–11, #600                                                                  |
| 2013–2015 | Kris Anka                      | Vol. 3 #11, #15, #23-24, #26, #28, #33-34, #600                                            |
| 2014      | Marco Rudy                     | Vol. 3 #18                                                                                 |
| 2015      | Valerio Schiti                 | Vol. 3 #35                                                                                 |
| 2015-2017 | Greg Land                      | Vol. 4 #1-5, #11-15                                                                        |
| 2016-2017 | Kenneth W. Lashley             | Vol. 4 #6-10, #17                                                                          |
| 2016      | Paco Medina                    | Vol. 4 #6                                                                                  |
| 2017      | Ibraim Roberson                | Vol. 4 #15                                                                                 |
| 2016–2017 | Edgar Salazar                  | Vol. 4 #16, #18–19                                                                         |
| 2018      | Mahmud Asrar                   | Vol. 5 #1                                                                                  |
| 2018–2019 | R.B. Silva                     | Vol. 5 #2, #5, #8                                                                          |
| 2018–2019 | Yıldıray Çınar                 | Vol. 5 #3, #6, #9                                                                          |
| 2018–2019 | Pere Pérez                     | Vol. 5 #4, #7, #10                                                                         |
| 2019      | Salvador Larroca               | Vol. 5 #11–16, #20–22                                                                      |
| 2019      | Carlos Gomez                   | Vol. 5 #17, #19                                                                            |
| 2019      | Carlos Villa                   | Vol. 5 #18–19                                                                              |
| 2019      | Robert Quinn                   | Vol. 5 #19                                                                                 |
| 2019      | David Messina                  | Vol. 5 #22                                                                                 |

## Edicions recopilatòries

### Edicions enpaperback

#### Masterworks
| Títol                                 | Volum | Material recopilat                                                                                 | Data de publicació | ISBN           |
| ------------------------------------- | ----- | -------------------------------------------------------------------------------------------------- | ------------------ | -------------- |
| Marvel Masterworks: The X-Men         | 1     | The X-Men #1–10                                                                                    | Abril de 2009      | 978-0785136989 |
| Marvel Masterworks: The X-Men         | 2     | The X-Men #11–21                                                                                   | Agost de 2009      | 978-0785137009 |
| Marvel Masterworks: The X-Men         | 3     | The X-Men #22–31                                                                                   | Agost de 2011      | 978-0785150701 |
| Marvel Masterworks: The X-Men         | 4     | The X-Men #32–42                                                                                   | Desembre de 2011   | 978-0785150725 |
| Marvel Masterworks: The X-Men         | 5     | The X-Men #43–53, The Avengers #53, Ka-Zar #2–3, Marvel Tales #30                                  | Gener de 2013      | 978-0785117872 |
| Marvel Masterworks: The X-Men         | 6     | The X-Men #54–66                                                                                   | Febrer de 2014     | 978-0785188377 |
| Marvel Masterworks: The Uncanny X-Men | 1     | Giant-Size X-Men #1; Uncanny X-Men #94–100                                                         | Desembre de 2009   | 978-0785137023 |
| Marvel Masterworks: The Uncanny X-Men | 2     | Uncanny X-Men #101–110                                                                             | Gener de 2010      | 978-0785137047 |
| Marvel Masterworks: The Uncanny X-Men | 3     | Uncanny X-Men #111–121                                                                             | Gener de 2011      | 978-0785145707 |
| Marvel Masterworks: The Uncanny X-Men | 4     | Uncanny X-Men #122–131, Uncanny X-Men Annual #3                                                    | Febrer de 2012     | 978-0785158691 |
| Marvel Masterworks: The Uncanny X-Men | 5     | Uncanny X-Men #132–140, Uncanny X-Men Annual #4, Phoenix: The Untold Story, Bizarre Adventures #27 | Juliol de 2012     | 978-0785158721 |

#### Essentials
| Títol                   | Volum | Material recopilat | Data de publicació | ISBN           |
| ----------------------- | ----- | --- | ------------------ | -------------- |
| Essential Classic X-Men | 1     | X-Men #1–24 | Juny de 1999       | 978-1904159636 |
| Essential Classic X-Men | 2     | X-Men #25–53; Avengers #53 | Maig de 2006       | 978-0785121169 |
| Essential Classic X-Men | 3     | X-Men #54–66, #67–93 (covers only); Amazing Adventures #11–17; Marvel Team-Up #4; Incredible Hulk #150, #161                                                                    | Febrer de 2009     | 978-0785130604 |
| Essential X-Men         | 1     | X-Men #94–119; Giant-Sized X-Men #1 | Maig de 2008       | 978-0785132554 |
| Essential X-Men         | 2     | X-Men #120–141; Uncanny X-Men #142–144, Uncanny X-Men Annual #3–4 | Desembre de 2005   | 978-0785120070 |
| Essential X-Men         | 3     | Uncanny X-Men #145–161, Uncanny X-Men Annual #5 | Agost de 2001      | 978-0785106616 |
| Essential X-Men         | 4     | Uncanny X-Men #162–179, Uncanny X-Men Annual #6; X-Men: God Loves, Man Kills | Maig de 2006       | 978-0785122951 |
| Essential X-Men         | 5     | Uncanny X-Men #180–198, Uncanny X-Men Annual #7–8 | Abril de 2007      | 978-0785126928 |
| Essential X-Men         | 6     | Uncanny X-Men #199–213; New Mutants Special Edition #1; Uncanny X-Men Annual #9; X-Factor #9–10; New Mutants #46; Thor #373–374; Power Pack #27                                 | Setembre de 2005   | 978-0785117278 |
| Essential X-Men         | 7     | Uncanny X-Men #214–228, Uncanny X-Men Annual #10–11; Fantastic Four vs. The X-Men #1–4                                                                                          | Abril de 2006      | 978-0785120551 |
| Essential X-Men         | 8     | Uncanny X-Men #229–245, Uncanny X-Men Annual #12–13; X-Factor #36–39 | Desembre de 2007   | 978-0785127635 |
| Essential X-Men         | 9     | Uncanny X-Men #244–264, Uncanny X-Men Annual #13 | Juny de 2009       | 978-0785130796 |
| Essential X-Men         | 10    | X-Men #265–272, Uncanny X-Men Annual #14; Fantastic Four Annual #23; New Mutants #95–97, material from New Mutants Annual #6; X-Factor #60–62, material from X-Factor Annual #5 | Març de 2012       | 978-0785163244 |
| Essential X-Men         | 11    | Uncanny X-Men #273–280, Uncanny X-Men Annual #15; X-Factor #69–70; X-Men Vol. 2 #1–3; and material from X-Factor Annual #6; and New Mutants Annual #7                           | Desembre de 2012   | 978-0785166849 |

#### Col·leccions èpiques
| Títol                                               | Material recopilat | Data de publicació     | ISBN           |
| --------------------------------------------------- | --- | ---------------------- | -------------- |
| X-Men Epic Collection Vol. 1: Children of the Atom  | X-Men #1–23 | 6 de gener de 2015     | 978-0785189046 |
| X-Men Epic Collection Vol. 2: Lonely are the Hunted | X-Men #24–45; Avengers #53                                                                                                  | 20 de desembre de 2016 | 978-0785195832 |
| X-Men Epic Collection Vol. 5: Second Genesis        | Giant Size X-Men #1; Uncanny X-Men #94-110; Iron Fist #14-15; Marvel Team-Up #53, #69-70, Annual #1; material from FOOM #10 | 11 d'abril de 2017     | 978-1302903909 |
| X-Men Epic Collection Vol. 12: The Gift             | Uncanny X-Men #189-198, Annual #8; X-Men/Alpha Flight #1-2; Nightcrawler #1-4                                               | 5 de gener de 2016     | 978-0785192176 |

#### Altres TPBs

##### Volum 1
| Títol                                                                            | Material recopilat | Data de publicació   | ISBN              |
| -------------------------------------------------------------------------------- | --- | -------------------- | ----------------- |
| X-Men Visionaries: Neal Adams                                                    | X-Men #56–63, #65 | Juliol de 1996       | 978-0785101987    |
| X-Men: The Dark Phoenix Saga                                                     | Uncanny X-Men #129–137 | Abril de 2006        | 0-7851-2213-3     |
| X-Men: Days of Future Past                                                       | Uncanny X-Men #138–143, Uncanny X-Men Annual #4 | Octubre de 2004      | 0-7851-1560-9     |
| Uncanny X-Men: From the Ashes                                                    | Uncanny X-Men #168–176 | Març de 1991         | 0-8713-5615-5     |
| Power Pack Classic volume 2                                                      | Uncanny X-Men #195; Power Pack #11–17; Power Pack & Cloak and Dagger: Shelter from the Storm | Maig de 2010         | 978-0785145929    |
| X-Men: Ghosts                                                                    | Uncanny X-Men #199–209; Uncanny X-Men Annual #10; | Maig de 2013         | 978-0-7851-8449-2 |
| X-Men: Mutant Massacre                                                           | Uncanny X-Men #210–214; X-Factor #9-11; New Mutants #46; Thor #373–374; Power Pack #27; Daredevil #238 | 12 de febrer de 2013 | 978-0785167419    |
| X-Men: Fall of the Mutants – Volume 1                                            | Uncanny X-Men #220–227; The Incredible Hulk #340; New Mutants #55–61 | 26 de Febrer de 2013 | 978-0785167440    |
| X-Men Vs. The Brood: Day of Wrath                                                | Uncanny X-Men #232–234; X-Men Vs. Brood #1–2 | Setembre de 1997     | 0-7851-0558-1     |
| X-Men: Inferno Prologue                                                          | Uncanny X-Men #228-238; X-Factor #27-32; New Mutants #62-70; New Mutants Annual #4; Uncanny X-Men Annual #12 | Desembre de 2014     | 0-7851-9273-5     |
| X-Men: Inferno                                                                   | Uncanny X-Men #239–243; X-Factor #36–39; New Mutants #71–73 | Desembre de 1996     | 0-7851-0222-1     |
| X-Men Visionaries: Jim Lee                                                       | Uncanny X-Men #248, #256–258, #268–269, #273–277 | Octubre de 2002      | 978-0785109211    |
| X-Men: Mutations                                                                 | Amazing Adventures vol. 2 #11, #17; X-Factor #15, #24–25; Uncanny X-Men #256–258 | Octubre de 1996      | 0-7851-0197-7     |
| X-Men: Gambit Classic                                                            | Uncanny X-Men #265–267; Gambit #1–4 | Maig de 2009         | 0-7851-3729-7     |
| X-Men: X-Tinction Agenda                                                         | Uncanny X-Men #270–272; X-Factor #60–62; New Mutants #95–97 | Desembre de 1998     | 0-7851-0053-9     |
| X-Men: Crossroads                                                                | Uncanny X-Men #273–277 | Setembre de 1998     | 0-7851-0662-6     |
| X-Men: The Coming of Bishop                                                      | Uncanny X-Men #282–283, #286 (and pages regarding Bishop from #284–285, #287) | Març de 1995         | 0-7851-0099-7     |
| X-Men: X-Cutioner's Song                                                         | Uncanny X-Men #294–296; X-Factor #84–86; X-Men vol. 2 #14–16; X-Force #16–18 | Maig de 1994         | 0-7851-0025-3     |
| X-Men: Fatal Attractions                                                         | X-Factor #92; X-Force #25; Uncanny X-Men #304; X-Men Vol. 2 #25; Wolverine #75; Excalibur #71 | Gener de 1995        | 0-7851-0065-2     |
| X-Men: A Skinning of Souls                                                       | X-Men vol. 2 #17-24; X-Men: Survival Guide to the Mansion | Desembre de 2013     | 0-7851-8509-7     |
| Avengers/X-Men: Bloodties                                                        | X-Men vol. 2 #26; Uncanny X-Men #307; Avengers #368–369; West Coast Avengers #101 | Abril de 1995        | 0-7851-0103-9     |
| X-Men: The Wedding of Cyclops & Phoenix                                          | X-Men vol. 2 #27–30, X-Men Annual #2; Uncanny X-Men #308–310, Uncanny X-Men Annual #18; X-Men Unlimited #3; X-Men: The Wedding Album; What If vol. 2 #60                                                                                     | Octubre de 2012      | 978-0-7851-6290-2 |
| Origin of Generation X: Tales of the Phalanx Covenant                            | Uncanny X-Men #316–317; X-Men vol. 2 #36–37; X-Factor #106; X-Force #38; Excalibur #82; Wolverine vol. 2 #85; Cable #16; Generation X #1 | Juny de 2001         | 0-7851-0216-7     |
| X-Men: Legion Quest                                                              | Uncanny X-Men #320–321; X-Factor #109; X-Men vol. 2 #40–41 | Març de 1996         | 0-7851-0179-9     |
| X-Men: Prelude to the Age of Apocalypse                                          | Uncanny X-Men #319–321; X-Factor #108–109; X-Men vol. 2 #38–41; Cable #20; X-Men: Age of Apocalypse Ashcan Edition | Maig de 2011         | 978-0-7851-5508-9 |
| X-Men: Road to Onslaught Volume 1                                                | Uncanny X-Men #322–326; X-Men: Prime; X-Men vol. 2 #42–45; X-Men Annual '95; X-Men Unlimited #8 | Febrer de 2014       | 978-0-7851-8825-4 |
| X-Men: Road to Onslaught Volume 2                                                | Uncanny X-Men #327–328; X-Men/Clandestine 1–2; X-Men vol. 2 #46–49; X-Men Annual '95; X-Men Unlimited #9; Sabretooth #1 | Juliol de 2014       | 978-07851-8830-8  |
| X-Men: Road to Onslaught Volume 3                                                | Uncanny X-Men #329–332; X-Men/Brood #1–2; X-Men vol. 2 #50–52; Wolverine #101; X-Men Unlimited #10; Archangel #1; Xavier Institute Alumni Yearbook                                                                                           | Gener de 2015        | 978-07851-9005-9  |
| X-Men Visionaries: Joe Madureira                                                 | Uncanny X-Men #325–326, #329–330, #341–343 | Agost de 2000        | 0-7851-0748-7     |
| X-Men: Prelude to Onslaught                                                      | Uncanny X-Men #333; X-Men #50; X-Man #15–17; Cable #32–33 | Març de 2010         | 978-0785144632    |
| X-Men: The Complete Onslaught Epic Vol. 1                                        | X-Men #53–54; Uncanny X-Men #334–335; Avengers #400–401; Onslaught: X-Men; X-Force #57; Cable #34; The Incredible Hulk #444; Fantastic Four #414–415                                                                                         | Desembre de 2007     | 0-7851-2823-9     |
| X-Men: The Complete Onslaught Epic Vol. 2                                        | Excalibur #100; Fantastic Four #415; The Amazing Spider-Man #415; The Sensational Spider-Man #8; Spider-Man #72; Green Goblin #12; Punisher #11; X-Factor #125–126; Wolverine #104; X-Man #17; X-Men #55; Uncanny X-Men #336; X-Force #58    | Juny de 2008         | 0-7851-2824-7     |
| X-Men: The Complete Onslaught Epic Vol. 3                                        | Avengers #402; The Incredible Hulk #445; Iron Man #332; Thor #502; Wolverine #105; Cable #35; X-Men #55; Uncanny X-Men #336; X-Man #19; X-Force #57                                                                                          | Agost de 2008        | 0-7851-2825-5     |
| X-Men: The Complete Onslaught Epic Vol. 4                                        | Fantastic Four #416; Iron Man #6; Cable #36; X-Men #56–57; Uncanny X-Men #337; Onslaught: Epilogue #1; Onslaught: Marvel #1; X-Men: Road to Onslaught #1                                                                                     | Febrer de 2009       | 0-7851-2826-3     |
| X-Men: The Trial of Gambit                                                       | UNCANNY X-MEN (1981) 341-350, -1; X-MEN (1991) 62-64, -1 | 2 d'agost de 2016    | 978-1302900700    |
| X-Men: Operation Zero Tolerance                                                  | Generation X #26-31, X-Force #67–70, X-Men 65–70, Uncanny X-Men #346, Wolverine Vol. 2 #115–118, Cable #45–47, X-Man #30 | Agost de 2012        | 978-0785162407    |
| X-Men: The Hunt for Professor X                                                  | Uncanny X-Men #360-365, X-Men #80-84, #1/2, X-Men Unlimited #22 | 30 de juny de 2015   | 978-0785197201    |
| Magneto: Rogue Nation                                                            | Uncanny X-Men #366–367; Magneto Rex #1–3; X-Men: The Magneto War; X-Men (vol. 2) #85–87 | Març de 2002         | 0-7851-0834-3     |
| Deathlok: Rage Against The Machine                                               | Uncanny X-Men #371; X-Men #91; X-Men Annual '99; Cable #58–62; Deathlok #1-11. | Febrer de 2015       | 978-0-7851-9291-6 |
| X-Men: The Shattering                                                            | Uncanny X-Men #372–375; X-Men #92–95; Astonishing X-Men #1–3; X-Men 1999 Yearbook | Juliol de 2009       | 0-7851-3733-5     |
| Astonishing X-Men: Deathwish (Apocalypse: The Twelve Prelude)                    | X-Men #92, #95; Astonishing X-Men (vol. 2) #1–3; Uncanny X-Men #375 | Octubre de 2000      | 0-7851-0754-1     |
| X-Men Vs. Apocalypse Vol. 1: The Twelve                                          | Uncanny X-Men #376–377; Cable #75–76; X-Men #96–97; Wolverine #146–147 | Març de 2007         | 0-7851-2263-X     |
| X-Men Vs. Apocalypse Vol. 2: Ages of Apocalypse                                  | Uncanny X-Men #378; Cable #77; Wolverine #148; X-Men Unlimited #26; X-Men #98; Search for Cyclops #1–4 | Octubre de 2008      | 0-7851-2264-8     |
| X-Men: Powerless                                                                 | Uncanny X-Men #379–380; Cable #78; X-Force #101; Wolverine #149; X-Men #99 | Agost de 2010        | 0-7851-4677-6     |
| Avengers/X-Men: Maximum Security                                                 | Uncanny X-Men #387; Maximum Security: Dangerous Planet #1–3; Captain America (vol. 3) #36; Thor (vol. 2) #30; Bishop: The Last X-Man #15; Iron Man (vol. 3) #35; Avengers (vol. 4) #35; Gambit (vol. 3) #23; X-Men #107; X-Men Unlimited #29 | Novembre de 2010     | 0-7851-4499-4     |
| X-Men: Dream's End                                                               | Uncanny X-Men #388–390; Cable #87; Bishop #16; X-Men #108–110 | Desembre de 2004     | 0-7851-1551-X     |
| X-Men: Eve of Destruction                                                        | Uncanny X-Men #391–393; X-Men #111–113 | Maig de 2005         | 0-7851-1552-8     |
| Poptopia (Uncanny X-Men)                                                         | Uncanny X-Men #394–399 | Febrer de 2002       | 0-7851-0801-7     |
| X-Men: X-Corps                                                                   | Uncanny X-Men #394–409, Uncanny X-Men Annual 2001 | Octubre de 2013      | 978-0785185024    |
| Uncanny X-Men Vol. 1: Hope                                                       | Uncanny X-Men #410–415 | Gener de 2003        | 0-7851-1060-7     |
| Uncanny X-Men Vol. 2: Dominant Species                                           | Uncanny X-Men #416–420 | Juliol de 2003       | 0-7851-1132-8     |
| Uncanny X-Men Vol. 3: Holy War                                                   | Uncanny X-Men #421–427 | Octubre de 2003      | 0-7851-1133-6     |
| Uncanny X-Men Vol. 4: The Draco                                                  | Uncanny X-Men #428–434 | Març de 2004         | 0-7851-1134-4     |
| Uncanny X-Men Vol. 5: She Lies with Angels                                       | Uncanny X-Men #437–441 | Juliol de 2004       | 0-7851-1196-4     |
| Uncanny X-Men Vol. 6: Bright New Mourning                                        | Uncanny X-Men #435–436, #442–443; New X-Men #155–156 | Agost de 2004        | 0-7851-1406-8     |
| Uncanny X-Men – The New Age Vol. 1: The End of History                           | Uncanny X-Men #444–449 | Desembre de 2004     | 0-7851-1535-8     |
| Uncanny X-Men – The New Age Vol. 2: The Cruelest Cut                             | Uncanny X-Men #450–454 | Febrer de 2005       | 0-7851-1645-1     |
| Uncanny X-Men – The New Age Vol. 3: On Ice                                       | Uncanny X-Men #455–461 | Agost de 2005        | 0-7851-1649-4     |
| House of M: Uncanny X-Men                                                        | Uncanny X-Men #462–465; Secrets of the House of M | Febrer de 2006       | 0-7851-1663-X     |
| Uncanny X-Men – The New Age Vol. 4: End of Greys                                 | Uncanny X-Men #466–471 | Juny de 2006         | 0-7851-1664-8     |
| Uncanny X-Men – The New Age Vol. 5: First Foursaken                              | Uncanny X-Men #472–474, Uncanny X-Men Annual #1 | Octubre de 2006      | 0-7851-2323-7     |
| Uncanny X-Men: Rise and Fall of the Shi'ar Empire                                | Uncanny X-Men #475–486 | Gener de 2008        | 978-0-7851-1800-8 |
| Uncanny X-Men: The Extremists                                                    | Uncanny X-Men #487–491 | Desembre de 2007     | 0-7851-1982-5     |
| X-Men: Messiah Complex                                                           | X-Men: Messiah Complex (one-shot); Uncanny X-Men #492–494; X-Men #205–207; New X-Men #44–46; X-Factor #25–27; X-Men: Messiah Complex – Mutant Files                                                                                          | Novembre de 2008     | 0-7851-2320-2     |
| Uncanny X-Men: Divided We Stand                                                  | Uncanny X-Men #495–499 | Octubre de 2008      | 0-7851-1983-3     |
| Uncanny X-Men: Manifest Destiny                                                  | Uncanny X-Men #500–503; X-Men Free Comic Book Day #1; X-Men: Manifest Destiny #1–5 | Octubre de 2009      | 0-7851-2451-9     |
| Uncanny X-Men: Lovelorn                                                          | Uncanny X-Men #504–507, Uncanny X-Men Annual #2 | Juny de 2009         | 0-7851-2999-5     |
| Uncanny X-Men: Sisterhood                                                        | Uncanny X-Men #508–512 | Agost de 2009        | 0-7851-4105-7     |
| Uncanny X-Men: The Complete Collection by Matt Fraction Vol. 1                   | Uncanny X-Men #500–511, Uncanny X-Men Annual #2, X-Men Unlimited #9, Divided We Stand #1 | Març de 2013         | 0-7851-6593-2     |
| Uncanny X-Men: The Complete Collection by Matt Fraction Vol. 2                   | Uncanny X-Men #512–519, Dark Avengers/Uncanny X-Men: Utopia (2009) #1, Dark Avengers/Uncanny X-Men: Exodus (2009) #1, Dark Avengers(2009) #7-8, Dark Reign The List X-Men (2009) #1, material from Dark Reign The Cabal (2009) #1            | Abril de 2013        | 0-7851-6594-0     |
| Dark Avengers/Uncanny X-Men: Utopia                                              | Uncanny X-Men #513–514; Dark Avengers #7–8; Dark Avengers/Uncanny X-Men: Utopia (one-shot); Utopia Finale | Abril de 2010        | 0-7851-4234-7     |
| Uncanny X-Men: Nation X                                                          | Uncanny X-Men #515–522; Dark Reign: The List – X-Men; Nation X #1–4 | Novembre de 2010     | 0-7851-4103-0     |
| Uncanny X-Men: The Complete Collection by Matt Fraction Vol. 3                   | Uncanny X-Men #520-522,526–534, Uncanny X-Men Heroic Age (2010) #1 | Juny de 2013         | 0-7851-8450-3     |
| X-Men: Second Coming                                                             | Second Coming: Prepare, Second Coming #1–2, Uncanny X-Men #523–525, New Mutants #12–14, X-Men: Legacy #235–237, X-Force #26–28 | Juny de 2011         | 0785157050        |
| Uncanny X-Men: The Five Lights (aka Uncanny X-Men: The Birth of Generation Hope) | Uncanny X-Men #526–529; Uncanny X-Men: The Heroic Age (one shot) | Desembre de 2010     | 978-0-7851-4643-8 |
| Uncanny X-Men: Quarantine                                                        | Uncanny X-Men #530–534 | Juny de 2011         | 0-7851-5225-3     |
| Uncanny X-Men: Breaking Point                                                    | Uncanny X-Men #534.1; #535–539 | Setembre de 2011     | 978-0-7851-5226-2 |
| Fear Itself: Uncanny X-Men                                                       | Uncanny X-Men #540–544 | Març de 2012         | 0-7851-5797-2     |

##### Volum 2
| Títol                                         | Material recopilat            | Data de publicació     | ISBN                                                |
| --------------------------------------------- | ----------------------------- | ---------------------- | --------------------------------------------------- |
| Uncanny X-Men, Vol. 1: Everything is Sinister | Uncanny X-Men (vol. 2) #1–4   | 28 de Març de 2012     | Tapa dura: 978-0785159933 Paperback: 978-0785159940 |
| Uncanny X-Men, Vol. 2: Tabula Rasa            | Uncanny X-Men (vol. 2) #5–10  | 20 de juny de 2012     | Tapa dura: 978-0785159957 Paperback: 978-0785159964 |
| Uncanny X-Men, Vol. 3: AvX: Book 1            | Uncanny X-Men (vol. 2) #11–14 | 3 d'Octubre de 2012    | Tapa dura: 978-0785159971 Paperback: 978-0785159988 |
| Uncanny X-Men, Vol. 4: AvX: Book 2            | Uncanny X-Men (vol. 2) #15–20 | 12 de Desembre de 2012 | Tapa dura: 978-0785165293 Paperback: 978-0785165309 |

##### Volum 3
| Títol                                                   | Material recopilat | Data de publicació     | ISBN                                                |
| ------------------------------------------------------- | --- | ---------------------- | --------------------------------------------------- |
| Uncanny X-Men, Volume 1: Revolution                     | Uncanny X-Men (vol. 3) #1–5 | 23 de Juliol de 2013   | Tapa dura: 978-0785168461 Paperback: 978-0785167020 |
| Uncanny X-Men, Volume 2: Broken                         | Uncanny X-Men (vol. 3) #6–11 | 26 de Novembre de 2013 | Tapa dura: 978-0785167853 Paperback: 978-0785167037 |
| X-Men: Battle of the Atom                               | X-Men: Battle of the Atom (vol. 1) #1-2; All-New X-Men #16-17; X-Men (vol. 4) #5-6; Uncanny X-Men (vol. 3) #12-13; Wolverine and the X-Men #36-37 | 21 de gener de 2014    | Tapa dura: 978-0785189060 Paperback: 978-1846535727 |
| Uncanny X-Men, Volume 3: The Good, the Bad, the Inhuman | Uncanny X-Men (vol. 3) #14–18 | 27 de maig de 2014     | Tapa dura: 978-0785154310 Paperback: 978-0785189374 |
| Uncanny X-Men, Volume 4: Vs. S.H.I.E.L.D.               | Uncanny X-Men (vol. 3) #19-25 | 7 d'octubre de 2014    | Tapa dura: 978-1846536281 Paperback: 978-0785189381 |
| Uncanny X-Men/Iron Man/Nova: No End in Sight            | Uncanny X-Men Special #1; Iron Man Special #1; Nova Special #1                                                                                    | 18 de novembre de 2014 | Paperback: 978-0785191056                           |
| Uncanny X-Men, Volume 5: The Omega Mutant               | Uncanny X-Men (vol. 3) #26-31 | 7 d'abril de 2015      | Tapa dura: 978-0785154907 Paperback: 978-0785189398 |
| Uncanny X-Men, Volume 6: Storyville                     | Uncanny X-Men (vol. 3) #32-35; Uncanny X-Men (vol. 1) #600                                                                                        | 11 d'agost de 2015     | Tapa dura: 978-0785192305 Paperback: 978-0785192312 |

##### Volum 4
| Títol                                                   | Material recopilat                                                                             | Pàgines | Data de publicació     | ISBN                      |
| ------------------------------------------------------- | ---------------------------------------------------------------------------------------------- | ------- | ---------------------- | ------------------------- |
| Uncanny X-Men: Superior Vol. 1: Survival of the Fittest | Uncanny X-Men (vol. 4) #1–5                                                                    | 112     | 12 de Juliol de 2016   | Paperback: 978-0785196075 |
| X-Men: Apocalypse Wars                                  | All-New X-Men (vol. 2) #9-11, Extraordinary X-Men (vol. 1) #8-12, Uncanny X-Men (vol. 4) #6-10 | 336     | 18 d'Octubre de 2016   | Tapa dura: 978-1302902452 |
| Uncanny X-Men: Superior Vol. 2: Apocalypse Wars         | Uncanny X-Men (vol. 4) #6–10                                                                   | 112     | 29 de Novembre de 2016 | Paperback: 978-0785196082 |
| Uncanny X-Men: Superior Vol. 3: Waking from the Dream   | Uncanny X-Men (vol. 4) #11–15, Uncanny X-Men Annual (vol. 4) #1                                | 112     | 7 de Febrer de 2017    | Paperback: 978-1302903138 |

### Tapa dura

#### Masterworks
| Títol                                 | Volum | Material recopilat | Pàgines | Data de publicació | ISBN           |
| ------------------------------------- | ----- | --- | ------- | ------------------ | -------------- |
| Marvel Masterworks: The X-Men         | 1     | The X-Men #1–10 | 241     | Maig de 2002       | 0-7851-0845-9  |
| Marvel Masterworks: The X-Men         | 2     | The X-Men #11–21 | 240     | Novembre de 2003   | 0-7851-0983-8  |
| Marvel Masterworks: The X-Men         | 3     | The X-Men #22–31 | 224     | Setembre de 2003   | 0-7851-1269-3  |
| Marvel Masterworks: The X-Men         | 4     | The X-Men #32–42 | 240     | Setembre de 2004   | 0-7851-1607-9  |
| Marvel Masterworks: The X-Men         | 5     | The X-Men #43–53; The Avengers (vol.1) #53; Ka-Zar #2–3; Marvel Tales #30 | 304     | Juliol de 2005     | 0-7851-1787-3  |
| Marvel Masterworks: The X-Men         | 6     | The X-Men #54–66 | 320     | Gener de 2006      | 0-7851-2056-4  |
| Marvel Masterworks: The X-Men         | 7     | Amazing Adventures #11–17; Incredible Hulk #150, #161; Amazing Spider-Man #92; Marvel Team-Up #4; The X-Men #67–80, The X-Men Annual #1–2 (només cobertes)                              | 256     | Octubre de 2008    | 0-7851-3048-9  |
| Marvel Masterworks: The X-Men         | 8     | Avengers #110–111; Incredible Hulk #172, #180–181; Captain America #172–175; Marvel Team-Up #23, #38; Defenders #15–16; Giant-Size Fantastic Four #4; The X-Men #81–93 (només cobertes) | 304     | Març de 2010       | 978-0785142232 |
| Marvel Masterworks: The Uncanny X-Men | 1     | Giant-Size X-Men #1; Uncanny X-Men #94–100 | 176     | Desembre de 2003   | 0-7851-1192-1  |
| Marvel Masterworks: The Uncanny X-Men | 2     | Uncanny X-Men #101–110 | 192     | Desembre 2004      | 0-7851-1193-X  |
| Marvel Masterworks: The Uncanny X-Men | 3     | Uncanny X-Men #111–121 | 208     | Març de 2004       | 0-7851-1194-8  |
| Marvel Masterworks: The Uncanny X-Men | 4     | Uncanny X-Men #122–131, Uncanny X-Men Annual #3 | 224     | Octubre de 2004    | 0-7851-1630-3  |
| Marvel Masterworks: The Uncanny X-Men | 5     | Uncanny X-Men #132–140, Uncanny X-Men Annual #4; Phoenix: The Untold Story | 312     | Gener de 2005      | 0-7851-1698-2  |
| Marvel Masterworks: The Uncanny X-Men | 6     | Uncanny X-Men #141–150 | 256     | Gener de 2008      | 978-0785130130 |
| Marvel Masterworks: The Uncanny X-Men | 7     | Uncanny X-Men #151–159, Uncanny X-Men Annual #5; Avengers Annual #10 | 304     | Gener de 2011      | 978-0785135135 |
| Marvel Masterworks: The Uncanny X-Men | 8     | Uncanny X-Men #160–167, Uncanny X-Men Annual #6; Special Edition X-Men #1; Marvel Treasury Edition #26–27                                                                               | 288     | Febrer de 2012     | 978-0785158707 |
| Marvel Masterworks: The Uncanny X-Men | 9     | Uncanny X-Men #168-175, Uncanny X-Men Annual #7, Marvel Graphic Novel #5, Wolverine #1-4                                                                                                | 432     | Gener de 2015      | 9780785191544  |
| Marvel Masterworks: The Uncanny X-Men | 10    | Uncanny X-Men #176-188, Magik #1-4, Marvel Fanfare #40 | 456     | Febrer de 2017     | 9781302903602  |

#### Tapa dura amb edicions de grans dimensions
| Títol                                           | Material recopilat | Pàgines | Data de publicació                          | ISBN                         |
| ----------------------------------------------- | --- | ------- | ------------------------------------------- | ---------------------------- |
| The X-Men Omnibus Vol. 1                        | The X-Men #1–31 | 768     | Octubre de 2008                             | 0-7851-2958-8                |
| The X-Men Omnibus Vol. 2                        | The X-Men #32–66, Avengers #53, Ka-Zar #2–3, Marvel Tales #30, Not Brand Ecch #4, #8 | 912     | Maig de 2011                                | 978-0785153078               |
| Uncanny X-Men Omnibus, Vol. 1                   | Giant-Size X-Men #1; Uncanny X-Men #94–131, Annual #3 | 848     | Maig de 2006 (Reimprès el setembre de 2013) | 0-7851-2101-3 978-0785185697 |
| X-Men: The Dark Phoenix Saga                    | Uncanny X-Men #129–138; Classic X-Men #43; Bizarre Adventures #27; Phoenix: The Untold Story (one-shot), What If? #27 | 352     | Juliol de 2010                              | 978-0-7851-4913-2            |
| Uncanny X-Men Omnibus, Vol. 2                   | Uncanny X-Men #132–153, Annual #4–5; Avengers Annual #10; Marvel Fanfare #1–4; Marvel Treasury Edition #26–27; Marvel Team-Up #100; Bizarre Adventures #27; Phoenix: The Untold Story | 912     | Abril de 2014                               | 978-07851-8572-7             |
| Uncanny X-Men Omnibus, Vol. 3                   | Uncanny X-Men #154-175, Annual #6-7; Marvel Graphic Novel #5; Wolverine (1982) #1-4; X-Men Special Edition (1983) #1; Magik 1-4 | 1056    | Febrer de 2016                              | 978-0-7851-9922-9            |
| Secret Wars II Omnibus                          | Uncanny X-Men nº198, #202–203; Secret Wars II nº1–9; New Mutants nº30, nº36–37; Captain America nº308; Iron Man #197; Fantastic Four nº282, nº285, nº288, nº316–319; Web of Spider-Man nº6; The Amazing Spider-Man nº268, nº273–274; Daredevil nº223; Incredible Hulk nº312; Avengers nº260–261, nº265–266; Dazzler nº40; Alpha Flight nº28; Thing nº30; Doctor Strange nº74; Cloak and Dagger nº4; Power Pack #18; Thor #363; Power Man and Iron Fist nº121; Peter Parker, the Spectacular Spider-Man nº111; Defenders nº152; Quasar nº8 | 1184    | Maig de 2009                                | 978-0785131113               |
| X-Men: Asgardian Wars                           | Uncanny X-Men Annual #9, X-Men & Alpha Flight #1–2, New Mutants Special Edition #1 | 248     | Febrer de 2010                              | 0-7851-4148-0                |
| X-Men: Mutant Massacre                          | Uncanny X-Men #210–214; New Mutants #46; X-Factor #9-11; Thor #373–374; Power Pack #27; Daredevil #238 | 320     | Gener de 2010                               | 0-7851-3805-6                |
| X-Men: Fall of the Mutants                      | Uncanny X-Men #220–227; New Mutants #55–61; X-Factor #19–26; Captain America #339; Daredevil #252; Fantastic Four #312; Incredible Hulk #340; Power Pack #35 | 824     | Octubre de 2011                             | 978-0785153122               |
| X-Men: Inferno Prologue                         | Uncanny X-Men #228-238, Annual #12; New Mutants #62-70, Annual #4; X-Factor #27-32, Annual #3; material from Marvel Age Annual #4, Marvel Fanfare #40 | 824     | Desembre de 2014                            | 978-0785192732               |
| X-Men: Inferno                                  | Uncanny X-Men #239–243; New Mutants #71–73; X-Factor #33–40, Annual #4; X-Terminators #1–4 | 600     | Juny de 2009                                | 978-0785137771               |
| X-Men by Chris Claremont and Jim Lee Vol. 1     | Uncanny X-Men #244–269, Annual #13; Classic X-Men #39 | 720     | Octubre de 2011                             | 978-0785158226               |
| X-Men: Days of Future Past                      | Uncanny X-Men #141–142, Days of Future Present: Uncanny X-Men Annual #14; X-Factor Annual #5; New Mutants Annual #6; material from Fantastic Four Annual #23; Excalibur #52, #66–67; Wolverine: Days of Future Past #1–3; material from Hulk: Broken Worlds #2 | 392     | Març de 2014                                | 978-0785184423               |
| X-Men: X-Tinction Agenda                        | Uncanny X-Men #235–238 & #270–272; X-Factor #60–62; New Mutants #94–96 | 304     | Agost de 2011                               | 978-0785155317               |
| X-Men by Chris Claremont and Jim Lee Vol. 2     | Uncanny X-Men #273–280; X-Factor #63–70; X-Men #1–9 and material from #10–11; Ghost Rider #26–27 | 832     | Gener de 2012                               | 978-0785159056               |
| X-Men: Bishop's Crossing                        | Uncanny X-Men #281–293, X-Men Vol. 2 #12–13 and material from #10–11 | 392     | Octubre de 2012                             | 9780785153498                |
| X-Men: X-Cutioner's Song                        | Uncanny X-Men #294–297; X-Factor #84–86; X-Men #14–16; X-Force #16–18; Stryfe's Strike File | 368     | Octubre de 2011                             | 978-0785153122               |
| X-Men: Fatal Attractions                        | Uncanny X-Men #298–305 and 315; X-Factor #87–92; X-Men Unlimited #1–2; X-Force #25; X-Men #25; Wolverine #75; Excalibur #71 | 816     | Abril de 2012                               | 978-0785162452               |
| X-Men: Phalanx Covenant                         | Uncanny X-Men #306, #311–314 and #316–317; Excalibur #78–82; X-Men #36–37; X-Factor #106; X-Force #38; Wolverine #85; Cable #16 | 552     | Febrer de 2014                              | 978-0785185499               |
| X-Men: Age of Apocalypse                        | Uncanny X-Men #320–321, X-Men #40–41, Cable #20, X-Men Alpha, Amazing X-Men #1–4, Astonishing X-Men #1–4, Factor X #1–4, Gambit & the X-Ternals #1–4, Generation Next #1–4, Weapon X #1–4, X-Calibre #1–4, X-Man #1–4, X-Men Omega, Age of Apocalypse: The Chosen and X-Men Ashcan #2 | 1072    | Març de 2012                                | 978-0785159827               |
| X-Men: Age of Apocalypse Companion              | X-Men Chronicles #1–2; X-Universe #1–2; Tales from the Age of Apocalypse #1–2; X-Man #-1, #53–54, Annual '96; Blink #1–4; Exiles #60–61; X-Men: Age of Apocalypse one-shot, #1–6; What If? #77, #81; What If? X-Men Age of Apocalypse; material from Hulk: Broken Worlds #2; X-Men Prime; X-Men: Endangered Species; Exiles: Days of Then & Now; OHOTMU: Age of Apocalypse 2005 | 992     | Abril de 2014                               | 978-0785185147               |
| X-Men/Avengers: Onslaught Omnibus               | Cable #32-36; Uncanny X-Men #333-337; X-Force #55, #57-58; X-Man #15-19; X-Men #53-57, Annual '96; X-Men Unlimited #11; Onslaught: X-Men, Onslaught: Marvel Universe, Onslaught: Epilogue; Avengers #401-402; Fantastic Four #415; Incredible Hulk #444-445; Wolverine #104-105; X-Factor #125-126; Amazing Spider-Man #415; Green Goblin #12; Spider-Man #72; Iron Man #332; Punisher #11; Thor #502; X-Men: Road to Onslaught #1; material from Excalibur #100, Fantastic Four #416                                                     | 1296    | Juliol de 14, 2015                          | 978-0785192626               |
| X-Men: Operation Zero Tolerance                 | Uncanny X-Men #346; X-Men #65–70; Generation X #26-31; X-Force #67–70; Wolverine #115–118; Cable #45–47; X-Man #30 | 640     | Abril de 2012                               | 978-0785162407               |
| Uncanny X-Men: Rise & Fall Of The Shi'ar Empire | Uncanny X-Men #475–486 | 312     | Juliol de 2007                              | 0-7851-2515-9                |
| X-Men: Messiah Complex                          | X-Men: Messiah Complex (one-shot); Uncanny X-Men #492–494; X-Men #205–207; New X-Men #44–46; X-Factor #25–27 | 352     | Abril de 2008                               | 0-7851-2899-9                |
| Uncanny X-Men: Manifest Destiny                 | Uncanny X-Men #500–503; X-Men Free Comic Book Day #1; X-Men: Manifest Destiny #1–5 | 200     | Maig de 2009                                | 0-7851-3817-X                |
| Dark Avengers/Uncanny X-Men: Utopia             | Uncanny X-Men #513–514; Dark Avengers #7–8; Dark Avengers/Uncanny X-Men: Utopia; Utopia Finale | 368     | Novembre de 2009                            | 0-7851-4233-9                |
| Uncanny X-Men: Nation X                         | Uncanny X-Men #515–522; Dark Reign: The List – X-Men; Nation X #1–4 | 360     | Juny de 2010                                | 0-7851-3873-0                |
| X-Men: Second Coming                            | Second Coming: Prepare, Second Coming #1–2, Uncanny X-Men #523–525, New Mutants #12–14, X-Men: Legacy #235–237, X-Force #26–28 | 392     | Setembre de 2010                            | 0-7851-4678-4                |

## Traduccions

### Primeres traduccions
La primera traducció coneguda és la publicada a Mèxic, a partir del 31 de gener de 1966. L'Editora de Periódicos La Prensa S.C.L. va començar una sèrie nova titulada Los Hombres-X on va publicar cronològica i íntegrament la primera etapa de la sèrie (els primers 66 números) amb l'única excepció dels números dels números 25 i 26, on el grup s'enfrontava a El Tigre, un malvat mexicà.
La primera publicació a Europa no va ser una traducción, ja que es va produir al Regne Unit pocs mesos més tard, el 18 de febrer 1967. També va ser estrenant una sèrie: Fantastic!, de IPC però en aquest cas la compartia amb altres sèries de la Marvel. A més, la sèrie The X-Men es publicava partint cada història en dos, convertint-la en una història de continuarà.
La primera traducció a Europa va ser la d'Ediciones Vértice a 1969 que la va publicar a Espanya a la col·lecció La Patrulla-X. Posteriorment es va publicar a França (1970), Itàlia (1973) i Alemanya (1974).

### Edicions a Espanya

#### Ediciones Vértice
El volum 1 de la Patrulla-X es va publicar en format de tom en rústica de 21x15 cm, retocant el format, adaptant les vinyetes i els dibuixos. Cada número incloïa diversos números originals. Van començar publicant les històries per l'ordre de publicació original, però primer es van saltar les històries de complement dels orígens dels personatges i, a partir del nº20 van començar a haver-hi salts endavant i enrere. En aquest volum va publicar íntegrament els 66 números de l'etapa original. Al 1972 va acabar la publicació i de 1973 a 1975 es va reeditar, amb l'única diferència de la contraportada on hi apareixia la publicitat dels altres productes de l'editorial i el preu, que va pujar de les 25 a les 30 pesetes.
A partir de març de 1976, Vértice va reeditar la sèrie en revista en un format més similar a l'original. Aquesta reedició es va saltar alguns episodis originals. A més, a partir del nº20 (febrer de 1978) va abandonar aquesta reedició per començar a publicar els números inèdits que venien publicant Marvel des de 1975, a partir del nº94, saltant-se també el Giant-Size X-Men nº1. A partir d'aquest punt l'edició sí que va ser íntegra i cronològica, fins al número 35 de la sèrie (febrer de 1980), en el que publicava els nº125 i 126 de la sèrie americana.

#### Ediciones Surco
Al juny de 1983 Surco va prendre el relleu allà on es va quedar Vértice, amb una edició cronològica, però només va publicar sis números, quedant-se al 137 de la sèrie americana.

#### Comics Forum
Al març de 1985 va començar l'edició de la sèrie de Comics Forum, el segell amb què l'editorial Planeta DeAgostini va publicar els còmics dels superherois de la Marvel, amb l'excepció dels col·leccionables. Va començar pel Giant-Size X-Men nº1, que va publicar partit entre els dos primers números, i va continuar cronològicament a partir del nº138, publicant habitualment un episodi i mig americans, que a partir del nº39 provenien d'altres col·leccions. Puntualment es va saltar algun número per incloure'l en un especial complementant un anual. El volum 1 va tancar en el seu número 159, en que publicava el 321 americà.
Igual com va fer la Marvel, Forum va tancar durant quatre mesos les seves sèries de mutants substituïdes per altres sèries durant l'Era d'Apocalipsis, però la diferència va venir a continuació. Mentre Marvel va continuar el volum 1, Fórum va començar un volum 2.
Patrulla-X vol.2 (ara sense l'article "La" al principi que portava el volum anterior) va tenir 105 números publicats per Fórum, fins a desembre de 2004, arribant al 427 de la sèrie americana.
A partir de 1988 Forum va començar a publicar còmics classics amb dues noves sèries: Classic X-Men vol.1, que publicava la sèrie homònima americana Classic X-Men, que reeditava material original, afegint una història complementària, afegits i algun canvi puntual (els més destacats l'eliminació de dues històries de farciment (els anomenats fill-in) als números 106 i 110) i Clásicos Marvel, que era una selecció d'històries, entre les que es van publicar algunes històries dels X-Men. Classic X-Men va tenir tant èxit que va derivar en una segona edició del volum 1 de Forum quan van acabar les històries noves, que justament arribaven fins al número abans al primer de Forum. Posteriorment va reeditar aquest material en el Col·leccionable X-Men / La Patrulla-X sense indicar la seva procedència i el fet que alguna pàgina no es corresponia amb l'original.
Els posteriors intents de reedició durants els anys noranta, entre els quals destaca Classic X-Men vol.2, una sèrie bimestral que publicava dues històries americanes a cada número començant pel principi, van tenir pitjors resultats fins a la creació de la Línea Biblioteca Marvel publicada des de gener de 1999. A la Biblioteca Marvel: Patrulla-X van completar finalment tots els números publicats per Vértice i Surco (excepte els números 106 i 110).

#### Panini
Al mes següent, Panini va continuar Patrulla-X, mantenint la numeració de la seva predecessora fins al núm. 117, que contenia el 449 americà. A partir d'aquest va començar un nou volum, en el que va completar el volum 1 americà. El següent volum, titulat La Imposible Patrulla-X inclou a partir del volum 2 americà, continua amb els volums 3 i 4 i, canviant el títol de la col·lecció, la sèrie americana X-Men Gold.
Panini va continuar la política de reedició iniciada per Fòrum publicant una nova col·lecció de la Línea Biblioteca Marvel: la Biblioteca Marvel: X-Men. En els 28 números publicats va abarcar des del Giant-Size 1 fins al número 227 de la sèrie regular. Posteriorment va canviar el format per a redicions utilitzat toms de tapa dura molt voluminosos que recullen una gran quantitat de material a color.